# Histoire de Wasquehal

Blason de la ville de Wasquehal

L'histoire de Wasquehal  est connue à partir du IXe siècle, par sa présence dans l'acte de donation de Gisèle à l'Abbaye Saint-Calixte de Cysoing en 835.

## Origines
Le site de la ville de Wasquehal pourrait être peuplé par les Celtes, notamment lors du second âge du fer dit de la culture de La Tène, comme le laisserait à penser la découverte en 1970, de fragments de scories, de tessons à décors d'impression ou soulignés de sillons.
Le site connaîtrait une occupation à l'époque gallo-romaine. Aux premiers siècles de notre ère, on trouverait des habitations dont des cotins. Les habitants de ces cotins donneront plus tard Jehan de Cottignies, bourgeois de Lille.

## Moyen Âge
Wasquehal qui figure dans l'acte de donation de Gisèle à l'Abbaye Saint-Calixte de Cysoing en 835, est alors appelée Vakaslane.
Wasquehal fait partie du comté de Flandre et est possédé par la maison de Flandre dès 863. Les premiers seigneurs connus de Wasquehal sont Jean-Jacques et Étienne de Bresdoul en 973. Ils sont échansons de l'empereur Lothaire.
Gerardus de Waskenhal chevalier de Waskenhal, alors petit fief de soixante feux (environ 300 habitants), est en 1096, l'un des témoins de l'acte par lequel, Robert II de Flandre, au moment de partir pour la délivrance de Jérusalem, donne à l'église de Saint-Pierre, le bodium de Lesquin. Il fait partie des juges qui à la demande de Baudouin III de Hainaut en 1117, déterminent les limites de la forêt appartenant à l'abbaye de Saint-Amand. Gerardus de Waskenhal a deux fils, Gerardus et Ernoul. L'étymologie germanique pourrait être reliée aux marécages du lieu.
On trouve ensuite les mentions de Gerardus de Waskenal en 1156, Renaud de Waskehal en 1159 et Arnuldus (Arnould) de Wascahal en 1160 qui a une fille Jeanne de Wasquehal épouse de Pierre Aspiers II.
On trouve Rodolphus de Wasquehal en 1161 (sur un cartulaire de l'abbaye Saint-André du Cateau), Gerardus de Wuaskenhal en 1170 (sur un cartulaire de l'abbaye de Saint-Amand) et Walcher de Wascaal en 1180, sur un cartulaire du prieuré de Fives.
En 1191, Richer de Wasquehal participe avec Hugues de Croix, Roger de Wavrin, Gauthier de Lesquin et Philippe d'Alsace, à la prise de Saint-Jean-d'Acre lors de la troisième croisade menée par Frédéric Barberousse, Richard Cœur de Lion et Philippe II Auguste,. On trouve en 1213, Régnier de Wasquehal, chevalier et gouverneur de crèvecoeur.
On trouve des mentions de Thierry de Waskehal en 1216, de Gilles de Wasquehal en 1235 et de Jean de Wasquehal, seigneur de Wasquehal de 1245 à 1258. En 1259, Marguerite, comtesse de Flandres fait don à Girard de Marbaix, d'une rente et de ses droits sur le moulin de Spinoit (actuelle Planche Epinoy) qui appartient à Jean de Wasquehal.
Jean de Wasquehal ne laisse qu'une fille, Jeanne, Dame de Wasquehal, qui porte la seigneurie de Wasquehal dans la maison de Douai avec son mariage avec Wautier VI de Douai, fils ainé de Wautier V de Douai, issu des seigneurs d'Oisy.

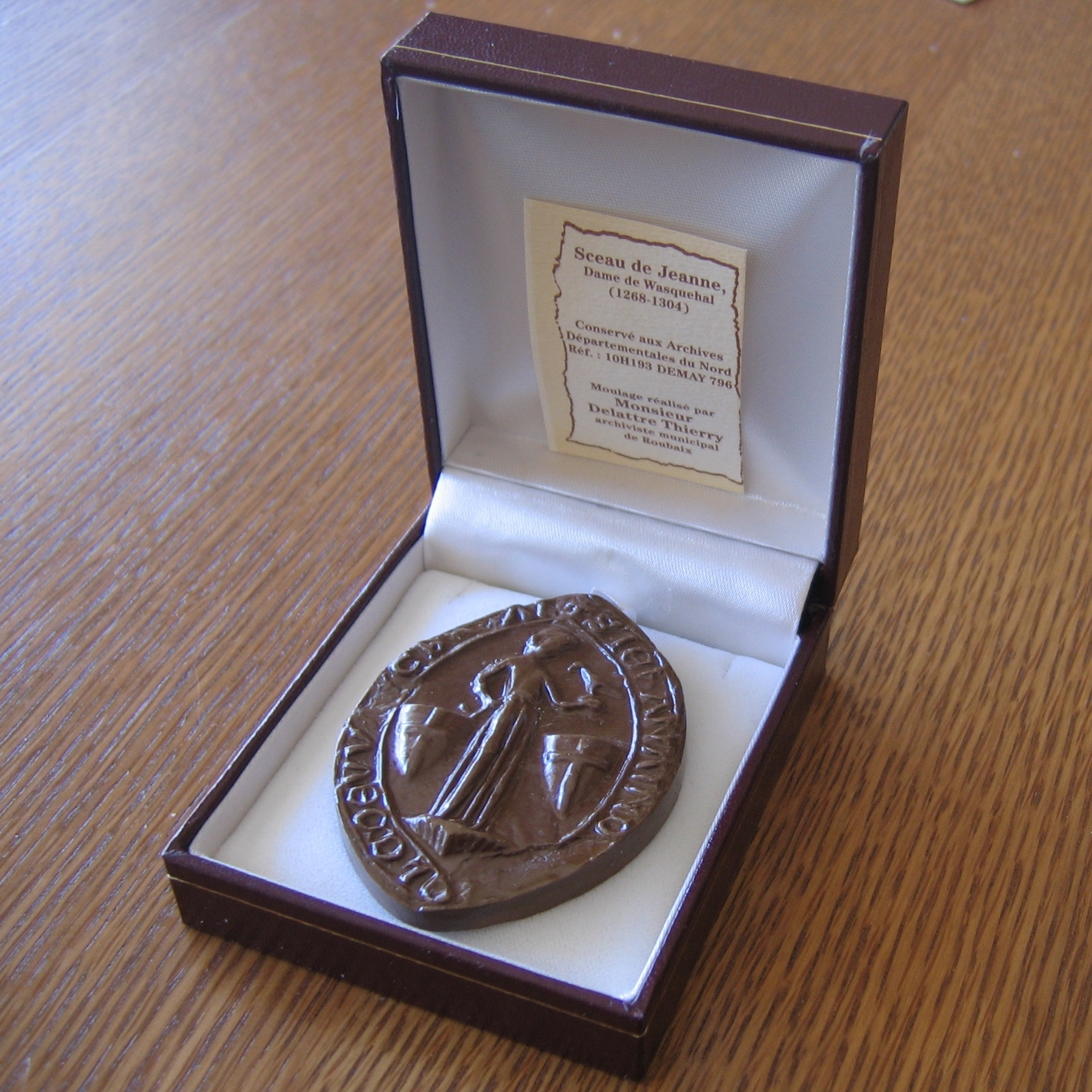
Sceau de Jeanne, dame de Wasquehal, qui porte la seigneurie de Wasquehal dans la maison de Douai avec son mariage avec Wautier VI de Douai.

De ce mariage, nait Gilles 1er de Douai, qui devient seigneur de Wasquehal en 1304. Gilles 1er de Douai, en septembre 1235, en tant que chevalier, est présent avec ses pairs à l'investiture donnée au doyen de la chrétienté de Lille, de 20 livres de rente achetées pour les pauvres de cette ville par Jeanne, dame de Wasquehal. Le décès de Jeanne de Wasquehal clos la dynastie commencé par Gerardus de Waskenhal.
En 1305, Jean Ier de Namur et Robert de Cassel partent de Courtrai pour défier Philippe le Bel mais ce dernier trouve refuge à Wasquehal.
Les guerres et les nombreux fléaux obligent Gilles 1er de Douai à contracter des dettes et il laisse en 1320 à son fils, Gilles II de Douai, (seigneur de Wasquehal de 1320 à 1355), un pénible héritage. On trouve un descendant des premiers habitants de Wasquehal, Jean de Cottignies, né en 1245 sur Wasquehal, bourgeois de Lille.
Louis Ier de Flandre, autorise le 20 juin 1337, le Chapitre de Saint-Pierre à Lille, à acheter à Robert de Béthune, vicomte de Meaux, une partie du dîme situé à Wasquehal et à Marque. Philippe II de Bourgogne et sa femme Marguerite III de Flandre, autorisent le même chapitre en 1399 à acquérir deux autres portions de dîme à Wasquehal.
En 1355, Jean de Douai, fils de Gilles II de Douai, hérite de la seigneurie de Wasquehal qui est divisée en deux, Wasquehal-Paroisse (terres tenues de Lille) et Wasquehal-la-Marque (terres tenues de Roubaix et nommé que on dict de la Marque) dont les terres se situent le long de la marque, du pont Epinoy (actuelle Planche Épinoy), jusqu'au moulin à eau de Wasquehal (actuel square Jean-Macé) et sur lequel est assigné le douaire de Jeanne de Roye, épouse de Gilles II. En 1363, le parlement de Paris, porte un arrêté sur un duel entre Pierre de Landas, chevalier et seigneur de Warlaing et Jean de Douai. Jean de Douai fait des emprunts pour parer aux difficultés économiques mais la châtellenie de Douai et les seigneuries de Wasquehal sont saisies en 1365 par Charles V, roi de France. Cette même année, Pierre Lecaudrelier est nommé Juge de la Seigneurie de Wasquehal, son sceau est le marteau. On retrouve ensuite comme juge, entre autres Luquet Coget avec le sceau du croissant et Jacques du Mez avec le sceau écu portant trois grelots.
En 1365, la seigneurie de Wasquehal-Paroisse est achetée par Isabelle van Rodes, dame d'Ingelmunster et de Broeucq, issue d'une riche famille, épouse de Jean V de Ghistelles dit Le grand doigt, conseiller du comte Louis II de Flandre (Les Ghistelles sont issues d'une famille flamande d’origine danoise), qui l'assigne à son fils Gérard de Ghistelles avant 1372 et dont elle garde l'usufruit. Isabelle van Rodes possède également Wasquehal-la-Marque qui appartiendra à son fils Gérard de Ghistelles en 1398.

Blason de la famille de Ghistelles.

Au Tournoi de Bruges, le 11 mars 1393, se dispute un combat entre Jean IV van der Aa dit Jean de Bruges, seigneur de Gruuthuse et Jean VI de Ghistelles dit le Sire de Ghistelles. Ce tournoi se dispute sur la grande place de Bruges, avec d'un côté les 49 chevaliers de Jean IV van der Aa et 48 du côté de Jean VI de Ghistelles. On retrouve dans le camp de Ghistelles. en première ligne, Wulfart de Ghistelles. On ne trouve pas de Wulfart de Ghistelles à cette période comme le précise Joseph van Praet dans son ouvrage intitulé Les recherches sur Louis de Bruges, seigneur de la Gruthuyse car Wulfart est le nom de joute de Jean VI.

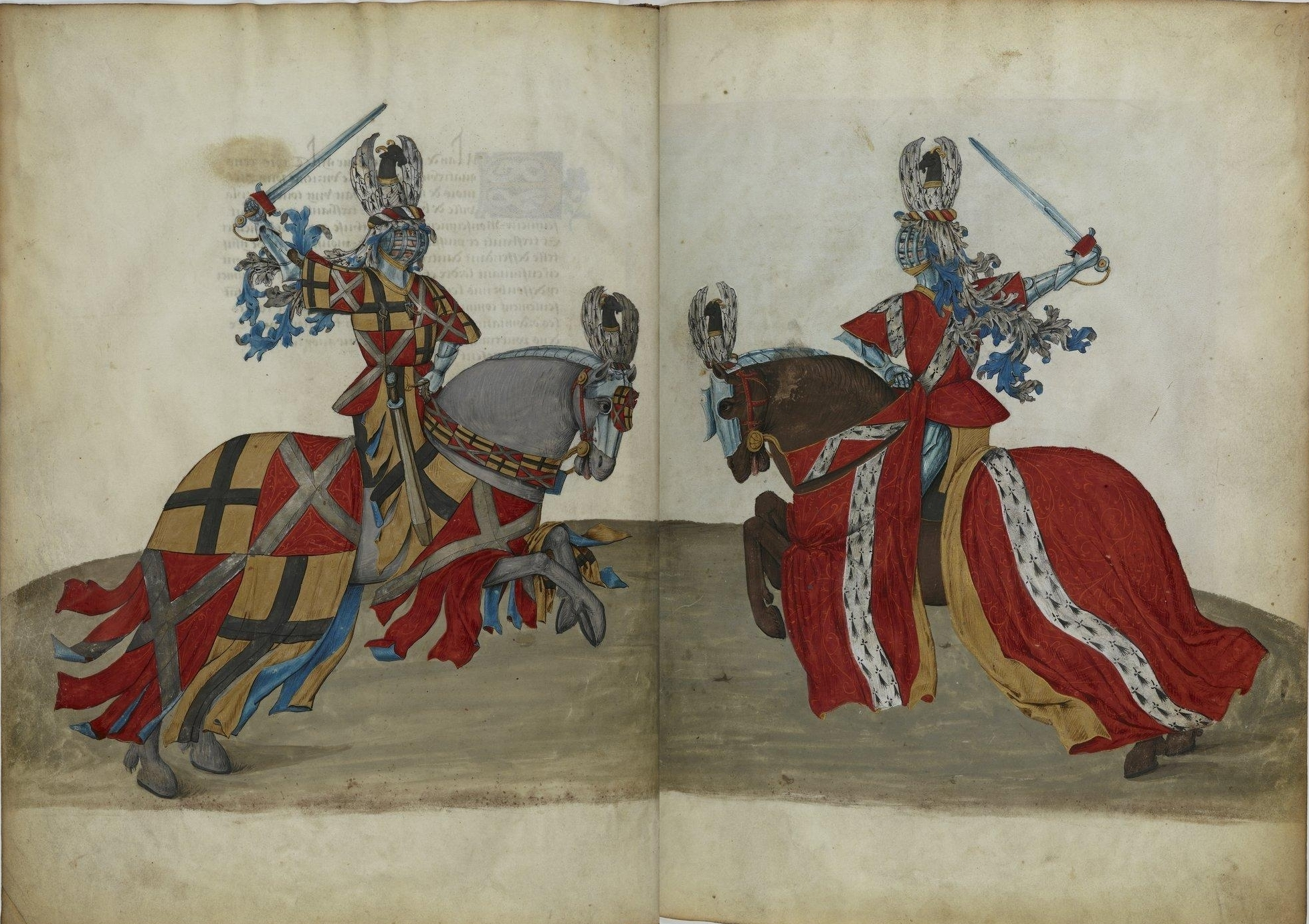
Jean IV Van der Aa seigneur de Bruges de La Gruthuse et Jean VI de Ghistelles disputant le Tournoi de Bruges, le 11 mars 1393.

La mort de Gérard de Ghistelles tué à la bataille d'Azincourt en 1415, assigne la seigneurie de Wasquehal-la Marque à son fils Jean de Ghistelles, seigneur van den Broeck, van der Moere et de Cauwenburch et la seigneurie de Wasquehal-Paroisse à son fils Guy de Ghistelles dit Le vieux, seigneur d'Axele et de Wachael. Parmi la descendance de Gérard de Ghistelles on trouve Josse de Ghistelles, son arrière petit-fils qui est surnommé le Grand Voyageur.

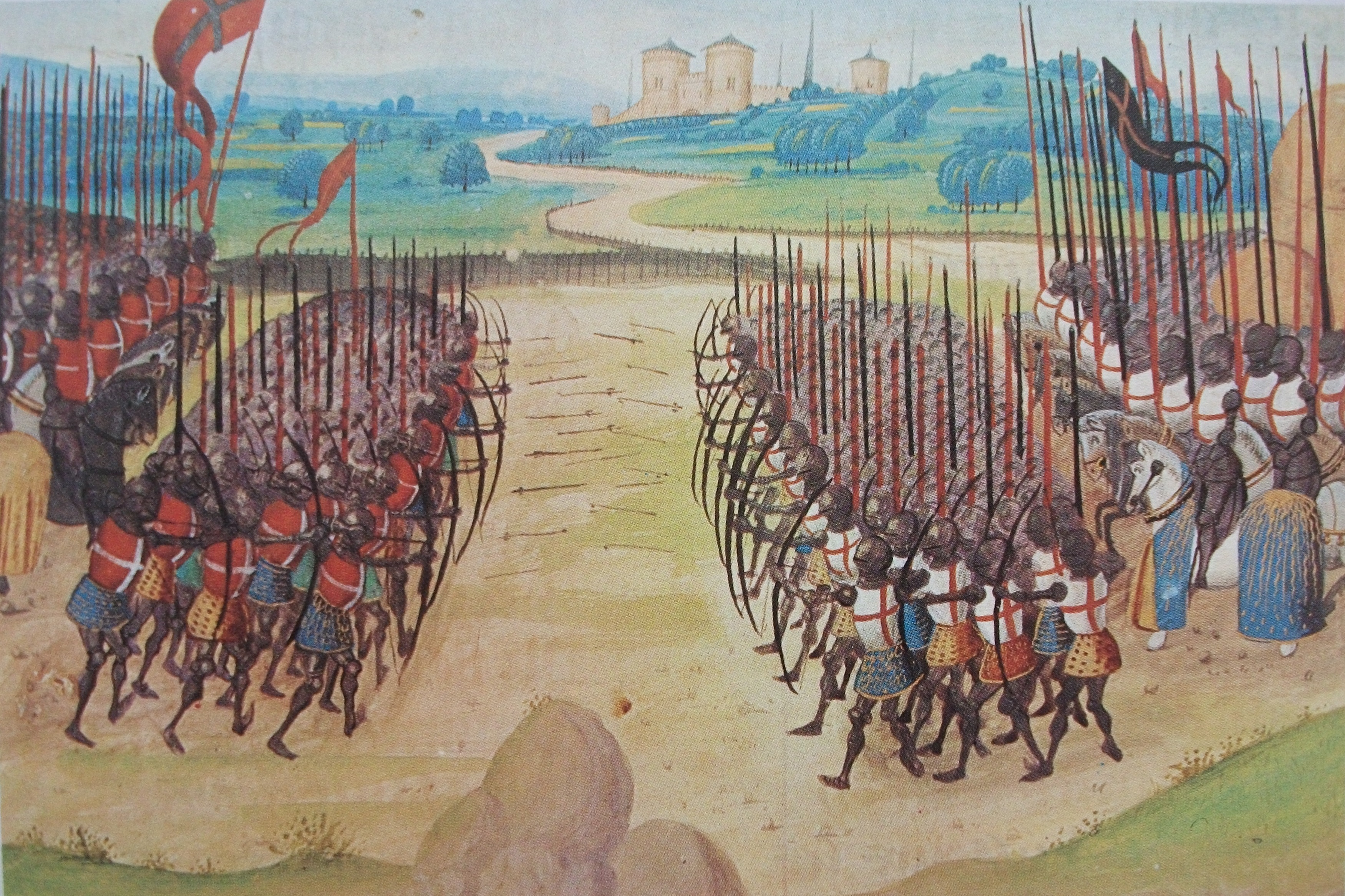
Gérard de Ghistelles, seigneur de Wasquehal, participe à la Bataille d'Azincourt en 1415.

Il existe d’autres fiefs du nom de Wasquehal dans plusieurs communes de la châtellenie de Lille, il est probable, comme cela s’est parfois fait que des fiefs innomés ou dénommés autrement prenaient le nom de leur propriétaire, tout comme à l’inverse les fiefs pouvaient donner leur nom à de nouveaux propriétaires, c’est le cas de la Maison de Herzelles qui prit le nom de Roubaix. À Marcq-en-Barœul, la famille de Wasquehal a donné son nom au fief du Petit-Wasquehal.
Le fief de Wasquehal-la Marque est rattaché en 1435 à la maison de Roubaix par le mariage à Gand de Marguerite de Ghistelles, petite-fille de Gérard de Ghistelles, avec Pierre de Roubaix à laquelle s’attacheront successivement les noms illustres des Luxembourg, Werchin, Melun, Ligne et Rohan, tandis que Wasquehal-Paroisse sera gouvernée par les familles de Bergues, Saint-Winoc, Ranchicourt et Bournonville car en 1460, Guy de Ghistelles dit Le vieux, est forcé par décret de vendre la Seigneurie de Wasquehal-Paroisse qui est acheté par Jean Prévost, cependant Pierre de Bergues se substitue à l'acheteur et acquiert le fief.
Vers 1455, nait à Wasquehal, Guilbert Prouvost, qui donnera naissance à une des plus grandes familles de France qui guidera et dirigera à chaque génération, et ses membres auront un grand nombre de charges municipales et régionales, de religieux, de marguilliers, d’officiers de réserve, de décorations et légions d’honneur et beaucoup furent entrepreneurs, initiateurs et voyageurs.
En 1470, l'union de Catherine de Bergues-Saint-Winoc, dame de Wasquehal (Petite-fille de Guy de Ghistelles dit Le vieux et descendante de Winoc de Bergues) et de Robert de Ranchicourt (Seigneur de Divion, de Maisnil, de Fournes et d'Hénin-Liétard.), transfère le fief de Wasquehal-Paroisse dans la famille Ranchicourt. L'église est brulée en 1482 par les troupes de Louis XI, poursuivant celles de Maximilien d’Autriche avant le traité d'Arras. Elle sera reconstruite en 1511 sous l'égide de Catherine de Bergues et de Robert de Ranchicourt est dédiée à Notre-Dame et à Saint Nicolas.

## Époque moderne
Oudard de Bournonville hérite de sa mère Anne de Ranchicourt les seigneuries de Ranchicourt, de Hénin-Liétard et de Wasquehal. Wasquehal-Paroisse passe en 1533 dans la maison de Bournonville, de ce fait Wasquehal entre dans la grande noblesse.
En 1550, Jacques Castiel, dit Samotine, laboureur de Wasquehal, est condamné par la gouvernance de Lille à faire une Amende honorable pour avoir parlé contre la confrérie du Saint-Sacrement de l'église de Wasquehal,.

En 1555, Wasquehal passe sous la tutelle espagnole. Suivent des périodes de troubles religieux avec la Révolte des Gueux qui débouche sur la guerre de Quatre-Vingts Ans et le 10 avril 1568 sont pendus par la corde sur la place de Wasquehal, Hues de le Dicque, Jacques de le Dicque et Fleurens Fremault, tous trois de Wasquehal, pour avoir brisé et brulé les images et fréquenté les prêches en public et en cachette.

En 1555, Wasquehal passe sous la tutelle espagnole.

En 1566, Willliam Leplat dit le Roi des gueux, laboureur à Bondues, saccage les images se trouvant dans les églises de la région et notamment celle de Wasquehal. 

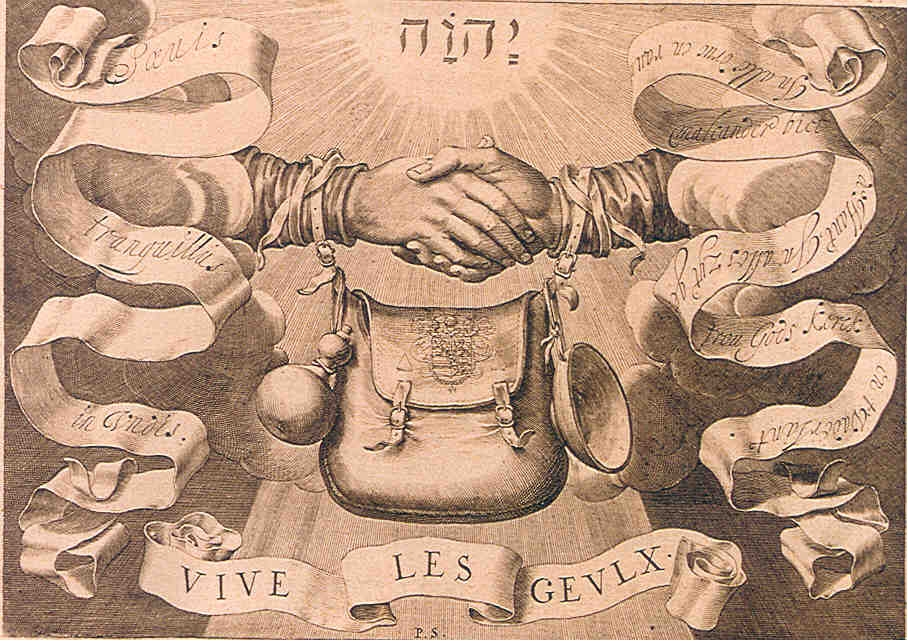
Emblème des gueux qui saccagent en 1550 les images se trouvant dans l'église de Wasquehal.

Une sentence des archiducs de 1609 qui autorise certains ouvrages de sayetterie à se fabriquer dans les bourgs et villages de Roubaix, Wasquehal devient une ville manufacturière. Wasquehal devient avec Roubaix, Leers et Hem, un haut lieu de la draperie rurale.
À partir de 1635, les prétentions territoriales de Louis XIV engendrent pour l’agglomération lilloise des sièges et des combats meurtriers, accompagnés de famines aggravées par les épidémies de peste en 1636 et 1669. Wasquehal occupé tout à tour par les belligérants change quatre fois de nationalité en 25 ans, et connaît alors les moments les plus difficiles de son histoire.
En 1653, François Villain de Gand, évêque de Tournai autorise en l'église de Wasquehal, l'exposition des reliques de saint Christophe. Des ossements des martyrs issues du Massacre de la légion thébaine provenant de l'abbaye territoriale de Saint-Maurice d'Agaune sont exposés depuis le 28 mais 1663 par l'entremise du père capucin Guillaume de Lille, en l’église de Wasquehal.
Alors que Louis XIV fait le siège de Lille en 1667 et que Wasquehal fournit des ouvriers pour la défense de Lille, les hommes de loi de la ville de Wasquehal, font entourer la place, l'église et le cimetière d'une enceinte qui prend le nom de fort de Wasquehal.

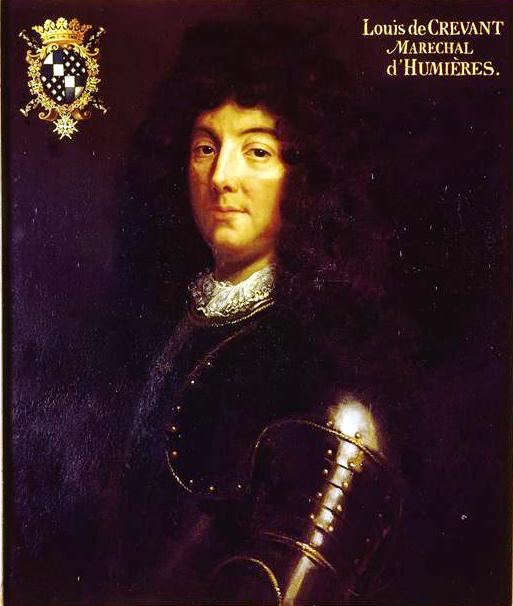
La Flandre wallonne étant sous domination française, le maréchal d'Humières, ordonna aux hommes de lois de Wasquehal, d’arrêter les déserteurs.

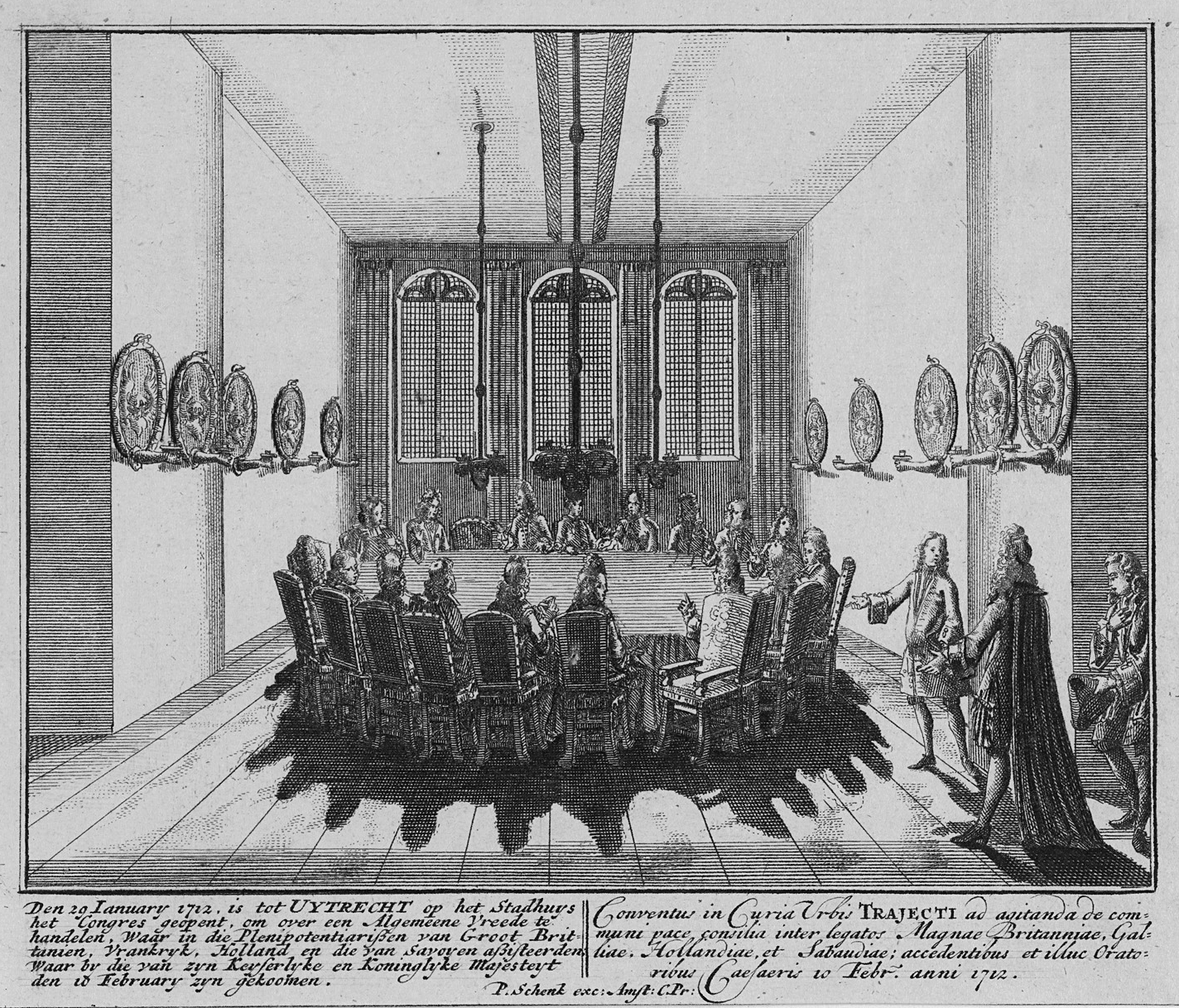
Les traités d'Utrecht, font définitivement de Wasquehal une ville française.

La Flandre wallonne étant sous domination française, en 1670, le maréchal d'Humières, Louis de Crevant, maréchal de France et gouverneur de Lille, donne l'ordre aux hommes de lois de Wasquehal, d'organiser des tours de garde au pont de La Outre qui traverse la Marque (le pont était situé entre la rue de marcq en baroeul et la rue Marie Curie), dans le quartier de La Outre afin d’arrêter les déserteurs. Cette garde est postée au cabaret du pont de La Outre. En 1748, les habitants valides, de 18 à 60 ans, montent chaque jour la garde au pont de La Outre. En 1672, le roi permet au comte de Wasquehal, de lever un régiment dit royale, de cavalerie wallonne. Le pont est démoli en 1794 lors de la bataille de Tourcoing mais de cette même année, le conseil municipal impose aux habitants de reconstruire les ponts de la ville.
De 1671 à 1754, la famille Suing avec notamment Maitre Pasquier Suing et Maitre Nicolas Suing tous deux notaires royaux de la résidence de Wasquehal et de Marcq-en-Baroeul, signent les contrats de mariage. Charles François Le Mesre nait le 17 juillet 1719, il sera seigneur du Quesnil, de Fiévé et de Wasquehal, son fils Augustin Joseph Le Mesre Seigneur de Bruisle sera député de la noblesse aux États généraux de 1789 et la fille de ce dernier, Ananie Marie Charlotte Le Mesre épousera Eugène de Diesbach de Belleroche. En 1723, le pasteur de la ville est Pierre-Joseph Ternois, il signe les actes de mariages, choses que ces prédécesseurs ne faisaient pas.
Le 5 juin 1675, Marie-Catherine de Croix, sœur de Pierre II de Croix comte de Wasquehal, se marie avec Michel-Ange de Vuoerden et parmi les témoins de relationnalité du couple que l'on retrouve lors de la cérémonie du mariage, nous avons Denys Godefroy, Louise Antoinette Thérèse de la Châtre (épouse du maréchal d'Humières) et François Michel Le Tellier de Louvois qui devient le parrain de son fils. Michel-Ange de Vuoerden a écrit l'épitaphe de la statue du capitaine des mousquetaire, D'Artagnan se trouvant à Maastricht.
Par l'édit royal de 1692, les fonctions de magistrats élus sont supprimées et, dans la plupart des villes sont créés un office de maire et des offices d'assesseurs en remplacement des syndics choisis par les assemblées d'habitants. La vente des nouveaux offices permet de renflouer les caisses de l'État. De ce fait, Jacques Thiers et Jean Lerouge acquièrent, le premier l'office de maire du village et le second, celui d'accesseur.

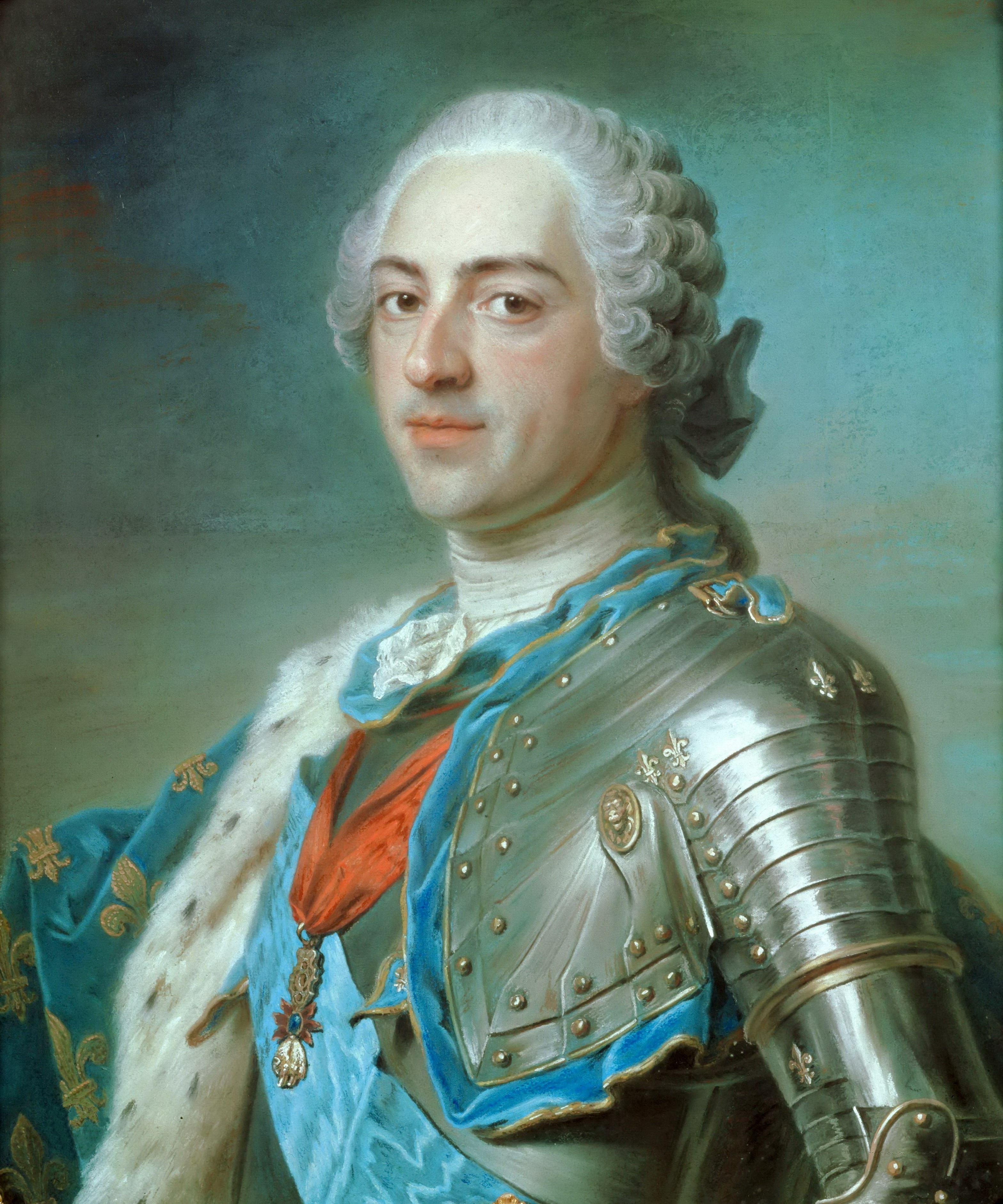
Wasquehal fourni des ouvriers pour Louis XV pour la défense de Lille en 1744.

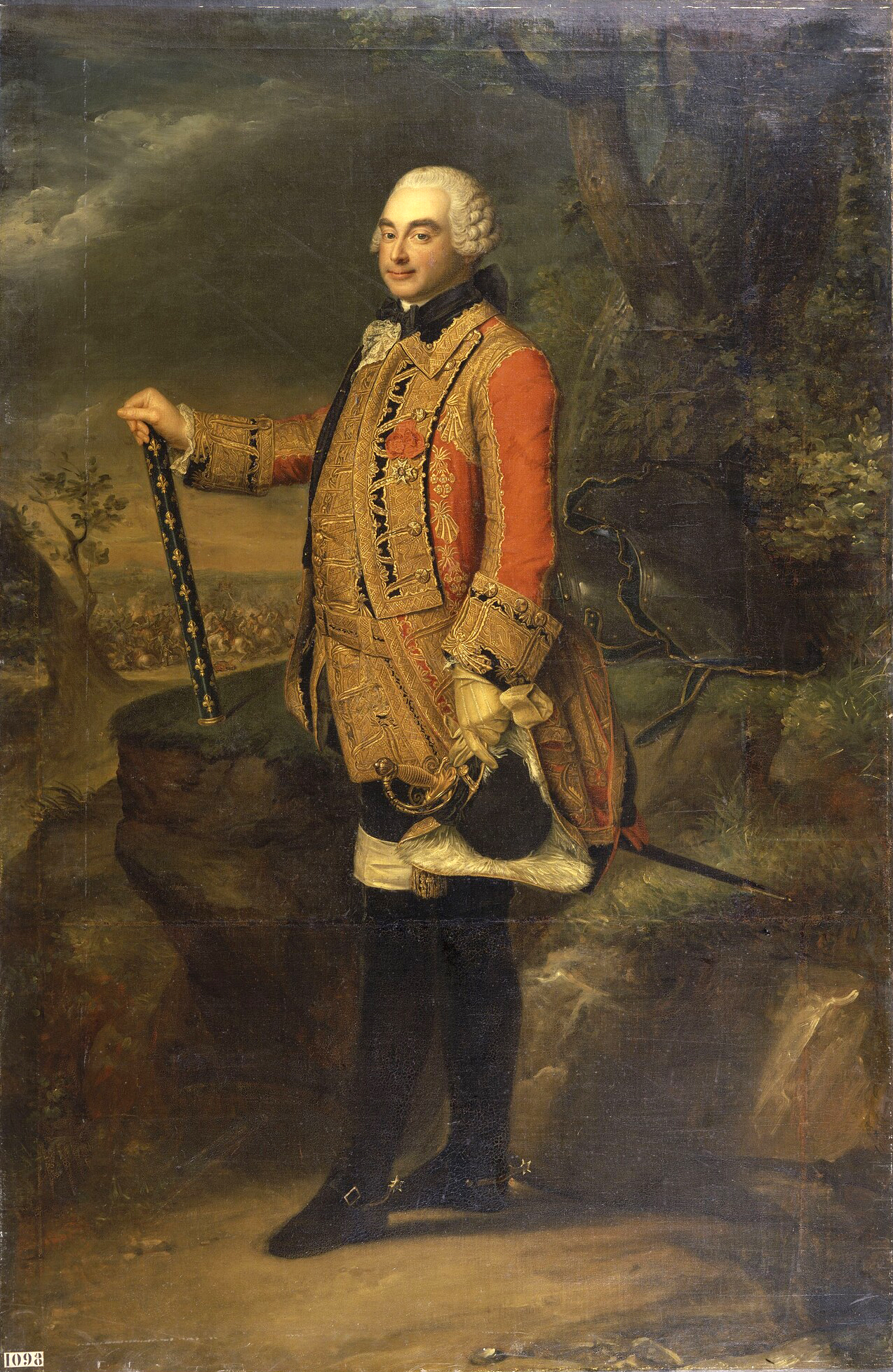
Charles de Rohan-Soubise, propriétaire de Wasquehal-la Marque en 1782.

En 1703, les lieutenants et hommes de lois de Wasquehal vont saluer à Lille, le prince de Bournonville, Alexandre Albert François Barthélémy
de Hénin-Bournonville, seigneur dudit Wasquehal. Le traités d'Utrecht en 1713, fait définitivement de Wasquehal une ville française. Ce territoire devint alors une province de France (division administrative) sous le nom de Province de Flandre, même si du point de vue de l'administration il était divisé en deux provinces distinctes : la Flandre maritime et la Flandre wallonne. Lors du Siège de Lille, une circonvallation s'étend de Lille à Wasquehal. Le comte de Croix meurt en 1717, ne laissant que deux filles dont Claire-Angélique, dame de Croix et de Petit-Wasquehal.
En 1726, les manufacturiers de Roubaix, Croix et Wasquehal, inventent un nouveau genre d'étoffe de laine qu'ils appellent Calmandille, et qui est surtout destiné à l'Espagne et aux Indes, à cause de sa légèreté. Les manufacturiers lillois qui essaient de les imiter mais ne réussissant pas, intentent un procès aux fabricants de Roubaix, Croix et Wasquehal. Ces derniers sont soutenus par le prince de Soubise et les Lillois par la chambre de commerce. Les manufacturiers lillois demandent alors que la faculté laissée aux manufacturiers de Roubaix, Croix et Wasquehal soit limitée. L'intendant de Flandre, appuyé par les vieillards de Croix et de Wasquehal laisse les habitants de Wasquehal, de continuer à fabriquer des étoffes.
Philippe Alexandre de Bournonville, seigneur de Wasquehal-Paroisse décède en 1727, et n'ayant aucun héritier, la seigneurie est vendu à Élisabeth Thérèse Farvacques, veuve de François Libert, seigneur de Périnchicourt, qui la transmet à son fils Pierre Libert, seigneur de Pérenchicourt, de Beaumont en Hem, de Wasquehal, écuyer, conseiller secrétaire du roi de la maison et couronne de France et qui appartiendra plus tard à Charles-Joseph Lespagnol de Grimbry, neveu de Pierre Libert. Charles Joseph Lespagnol de Grimbry est un propriétaire terrien faisant partie de la noblesse et qui tient son nom du Fief de Grimbrie à Roubaix.
Le 17 mai 1744, Louis XV et son armée séjournent à Wasquehal en attendant l'assaut de la ville de Menin et cette même année, la ville est victime d'épizootie.
En 1782, Wasquehal-la Marque, propriété de Charles de Rohan-Soubise est acheté par Charles Joseph Lespagnol de Grimbry pour la somme de 160 000 livres tournois (équivalent de 1 840 000 euros en 2007). On trouve vers 1773, des chirurgiens exerçant sur Wasquehal comme François Viseur et François-Joseph Viseur..

## La Révolution française
La Révolution française qui exalte la propriété, permet aux cultivateurs de s'approprier la terre qu'ils possédaient si peu. La nuit du 4 août 1789,,,, est la séance de l'Assemblée nationale constituante au cours de laquelle fut votée la suppression des privilèges féodaux. Parmi les cultivateurs wasquehaliens se trouvent les familles Masurel, Jovenaux et Deledalle qui entre 1815 et 1850, acquièrent progressivement des terres au centre de Wasquehal. Les seigneuries de Wasquehal-Paroisse et Wasquehal-la-Marque disparaissent pour former Wasquehal.
En 1790, lors de la division du pays en départements par la Révolution française, la Province de Flandre fut réunie au Hainaut français et au Cambrésis pour former le département du Nord.
Lors de la Révolution française, les révolutionnaires tentent de supprimer les cloches de l'église de Wasquehal et la ville tombe sous la loi de Déchristianisation. Entre fin 1793 et début 1794, les révolutionnaires viennent pour réquisitionner les cloches mais les habitants les font reculer. Ces derniers reviennent et finissent pas repartir avec les cloches.
L'Assemblée constituante de 1789, vote la Déclaration des droits de l’Homme et du Citoyen, met en place les municipalités, crée les départements français, unifie le système des poids et mesures. Elle organise un réseau d'écoles qui ont pour raison d'être de remplacer, à terme, l'instruction locale et obligatoire donnée principalement par les religieux à la population, mise en place par l'Ordonnance du 13 décembre 1698. Chaque administration de département détermine le nombre des écoles primaires de son arrondissement, sur la demande des municipalités, présentée par les directoires des districts. Les Écoles primaires seront gratuites et ouvertes aux enfants de tous les citoyens, sans distinction. Il est alors établi une école primaire pour 1 000 habitants. Dans toutes les communes de la République, les Presbytères non vendus au profit de la République, sont mis à la disposition des municipalités, pour servir, tant au logement de l'instituteur, qu'à recevoir les élèves pendant la durée des leçons. Chaque école primaire sera divisée en deux sections, l’une pour les garçons, l’autre pour les filles. Les élèves ne seront pas admis aux écoles primaires avant l'âge de six ans accomplis. On enseigne alors aux élèves, à lire, à écrire, connaitre la déclaration des droits de l'homme et du citoyen, connaitre la constitution de la République française. Les élèves reçoivent des instructions élémentaires sur la morale républicaine et doivent maitriser la langue française. Connaitre les règles du calcul simple, les éléments de la géographie et de l'histoire des peuples libres. La ville de Wasquehal envoie douze à vingt enfants pauvres par an à l'école salarié. Le salaire est à la charge de la ville.
L'abbé Jean-Michel Odou est contraint à l'exil en 1791 pour avoir refusé de prêter le serment civique qu'il juge contraire aux intérêts de l'Église catholique. Antoine-Henri-Joseph du Castillon, professeur au collège de Lille, le remplace à l'issue d'élection. Le royaume de France, en pleine période de réformes radicales institutionnelles, prend l'initiative d'un conflit en déclaration de guerre de la France au roi de Bohême et de Hongrie le 20 avril 1792. Peu après la France envahit les 29 et 30 avril 1792 le territoire des Pays-Bas autrichiens attaquant sans succès Quiévrain et Mons en même temps que Tournai. Les puissances européennes qui ne désiraient pas s'occuper des troubles intérieurs du royaume de France, sont ainsi obligées de réagir. La division Bonnaud de Jacques Philippe Bonnaud, général de division de la Révolution française, s'avance entre les villages d'Hem et de Wasquehal, et attaque le corps du Duc d'York et met en déroute l'armée de la Première Coalition. Mais le 5 septembre 1792, Wasquehal tombe aux mains des Autrichiens et est investie par les quinze mille hommes du duc Albert de Saxe-Teschen, gouverneur général des Pays-Bas et beau-frère de Louis XVI.
Par décret du 20 septembre au 2 octobre 1792, la ville de Wasquehal, appuyée par l'administration du district de Lille, se voit autoriser l'emprunt de 25 000 livres, pour se procurer des grains pour sa consommation.
Pendant le siège de Lille début octobre 1793, Natalis-Jean-François Boyeldieu frère de Louis-Léger Boyeldieu, lors d'une sortie du siège sur Wasquehal, est tué. Le 28 mars 1799, l'église de Wasquehal est vendue comme bien national au citoyen François Martine-Capron, habitant Lille pour la somme de 175 000 francs. mais le 15 juin 1799 il la recédera à la commune. À l'issue de la Révolution française, on place des maires à la tête des villes mais la convention redonne aux agents municipaux la charge de la ville jusqu'en 1800 où Charles Hyacinthe Joseph Lespagnol de Grimbry prend la juridiction de la ville.

## Premier Empire
Le 17 mars 1803, le conseil municipal de Wasquehal nomme les citoyens Pierre-Joseph Courrier, Pierre-Joseph Droulez et Paul Façon, administrateurs de la fabrique de l'église, chargée, de concert avec le curé, de choisir le clerc.
La commission administrative des hospices de Lille autorise à céder à demoiselle Defourmestraux, plusieurs pièces de terre appartenant aux hospices de Lille dont des terrains sur Wasquehal.
Alexandre Louis Hyacinthe Joseph Lespagnol, frère de Charles Hyacinthe Joseph Lespagnol de Grimbry, rentré aux gardes wallonnes en 1785, fait les campagnes contre la république française pendant la bataille de Burgos lors de la guerre d'indépendance espagnole. Il épousera à Barcelone, Marie de Sentmenat. Josepa Lespagnol et de Sentmenat, fille d'Alexandre, épousera Ferran de Sagarra y de Llinas qui aura pour petit fils Josep Maria de Sagarra, écrivain catalan,,.

## Restauration
Dans les mémoires d'agriculture, d'économie rurale et domestique, publiés par la société royale d'agriculture de Paris en 1815, il est écrit que c'est dans la commune de Wasquehal que le mot gadoue serait employé pour la première fois et aussi l'appelle-t-on, du wacqua, nom de la commune, dans le patois du pays. 

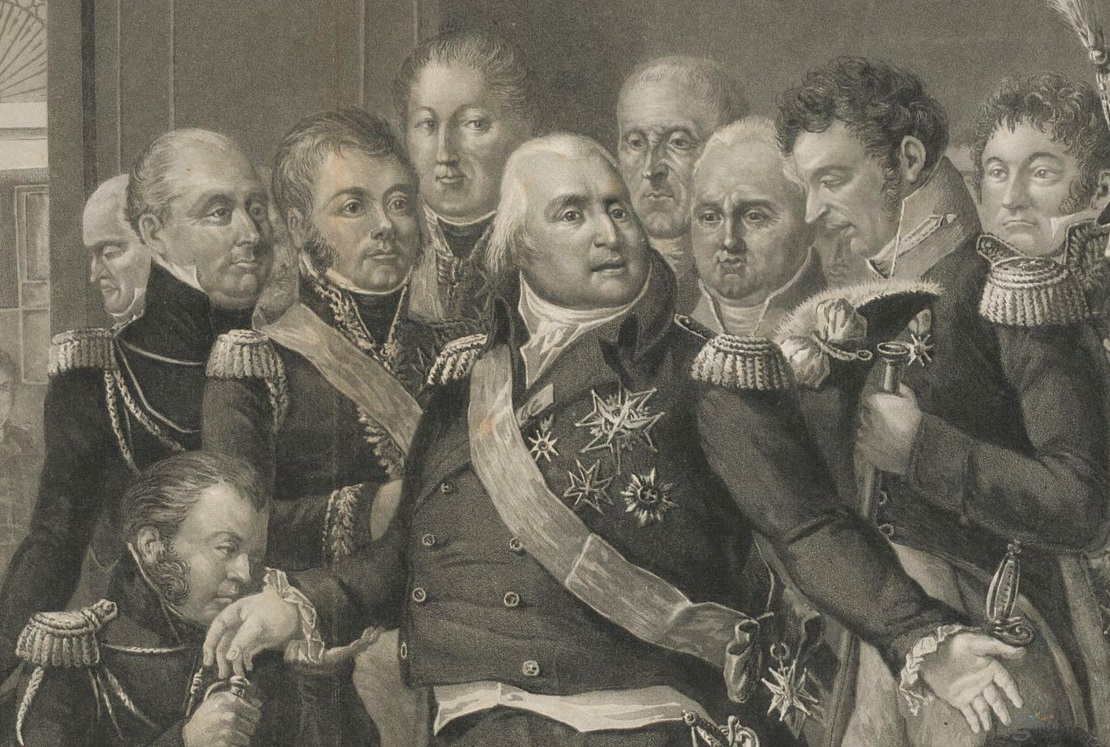
Charles François Marie Le Prévost de Basserode baisant la main du roi Louis XVIII avant son exil à Gand en 1815.

Charles François Marie Le Prévost de Basserode, beau-frère de Charles Hyacinthe Joseph Lespagnol de Grimbry, assiste avec sa fille Caroline Joséphine Eulalie, aux adieux de Louis XVIII à Lille le 23 mars 1815 avant son exil pour Gand.
En 1820, en l'église de Wasquehal, deux cloches sont ajoutées, une grosse cloche, nommée Joséphine-Charlotte, dont le parrain et la marraine sont respectivement Charles Hyacinthe Joseph Lespagnol de Grimbry et Marie Jeanne Henriette Hyacinthe Joseph Thieffries de Rœux et une petite cloche, nommée Caroline-Ferdinande, dont le parrain et marraine sont respectivement Charles François Marie Le Prévost de Basserode et Hyacinthe Joseph Desfontaines d'Azincourt. Ces cloches sont installées sous l'autorité d'Antoine-Henri-Joseph du Castillon, curé de Wasquehal. Ces cloches sortent de l'atelier d'Eustache-François Corsin, fondeur de cloches à Lille.
En 1821, le préfet du Nord, Auguste Laurent de Rémusat, met à l’étude le canal de Roubaix qui passera par Wasquehal.

## Monarchie de Juillet
Charles Hyacinthe Joseph Lespagnol de Grimbry, maire de Wasquehal, décède en cours de mandat en 1845 et sera le maire de Wasquehal ayant eu le plus long mandat. Ce dernier n'ayant pas eu de postérité, ses biens reviennent à ses neveux et nièces, notamment les Prévost de Basserode qui posséderont de ce fait de nombreux biens et terres à Wasquehal. Ces terres seront ensuite les propriétés de la famille de Baynast de Septfontaines avec Jean Georges Louis de Baynast de Septfontaines (1900-1973) qui sera entre autres propriétaire des terrains de l'actuelle plaine des jeux. On trouve sur Wasquehal, un chef cantonnier Joseph Rohart qui officie au fonction de garde-route aux Noir-Bonnet.
La commission administrative des hospices de Lille autorise à céder à demoiselle Defourmestraux, plusieurs pièces de terre appartenant aux hospices de Lille dont des terrains sur Wasquehal.
Charles François Marie Le Prévost de Basserode devient maire de Wasquehal en 1848, il ne le reste qu'une année, mourant à Lille le 24 juillet 1849, il est remplacé par Louis Théodore Joseph Brulois, fils de Jean-Joseph Brulois. La famille des Le Prévost de Basserode descend de Philippe Le Prévost de Basserode, panetier de Charles le Téméraire en 1464.

## Second Empire
Le 23 septembre 1853, Louis Droulers (des sucreries Droulers de Wasquehal) fait partie des invités pour la réception de Napoléon III à la bourse de Lille pour la pose la première pierre du monument Napoléon Ier par le sénateur Jean-Baptiste Dumas, délégué de l'empereur. Ce même jour, au château de Wasquehal, décède Caroline Joséphine Eulalie Le Prévost de Basserode, fille de Charles François Marie Le Prévost de Basserode, épouse du vicomte Louis Ernest de Muyssart, capitaine de cuirassiers, né sur Londres et belle-sœur de Charles de Muyssart, gouverneur de la Guyane française. Ce dernier est le fils de Jean-Baptiste Joseph de Muyssart, comte de Muyssart, maire de Lille et Marcq-en-Barœul, député du Nord.
Clovis-Joseph Wattel, soldat au 49e régiment d'infanterie, originaire de Wasquehal, participe à la guerre de Crimée.
En 1856, William Davis, un père de famille anglais et sa femme Marthe Sykes, se voient refuser d'y faire inhumer dans le cimetière municipale (actuellement place du générale de Gaulle et église Saint-Nicolas), leur fils Joseph, décédé sur Wasquehal, rue de Marcq-en-Barœul car son fils est de religion Protestante. Le maire Louis Théodore Joseph Brulois, lui adjoint comme emplacement, le carré affecté aux noyés, pendus et suicidés et en 1861, Jean-Baptiste Lepers, créait la Fanfare de Wasquehal, qui deviendra  l'Harmonie JB Lepers en 1932,.
De nombreuses ducasses voient le jour et au Noir Bonnet l'on fêtait les reines, la première fut Sophie Duthilleul en 1875 et sa fille Marie Dussart le fut en 1895, elle-même mère du commandant des sapeurs-pompiers, Marceau Lesur, grande figure Wasquehalienne. Soixante-dix ans plus tard, leur petite-fille, Ghislaine Lesur est élue trois fois première demoiselle d'honneur des Amis des jardins ouvriers de Wasquehal et environ, de 1964 à 1966.
En 1865, en pleine Algérie française, Napoléon III, avec la Société Générale Algérienne, encourage les sociétés françaises à travailler en Algérie en leur donnant des actions et c'est ainsi que Joseph Mallez-Regnard, propriétaire terrien, participe à la mise en valeur de l'Algérie au travers de l'agriculture comme des travaux d'intérêt public,. En 1870, il sera élue maire de Wasquehal.
Pendant la Guerre franco-allemande de 1870, des Wasquehaliens prennent part au conflit comme Henri Fiselle. Il fut incorporé à Douai, au 17e bataillon de chasseurs à pied avec lequel il fit toute la campagne du 18 novembre 1870 au 7 mars 1871. II participa notamment aux batailles de Bapaume, de Saint-Quentin et de Villers-Bretonneux. Il fut nommé caporal le 7 avril 1883 et obtint la médaille commémorative de la guerre 1870-1871 attribuée le 10 octobre 1913 par Alexandre Millerand. alors Ministre de la Guerre. Dans le cadre des offrandes nationales, le maire Joseph Mallet-Regnard offre deux lits pour les blessés de la guerre de 1870. Le bureau de recrutement indique que 16 Wasquehaliens issus de la classe de 1873 sont inscrits au recensement militaire.

## La Belle Époque
Les prémices de la Belle Époque se font sentir vers la fin du XIXe siècle à Wasquehal avec des Goguettes telles que les Lurons de Wasquehal et Les Amis de Flers Wasquehal qui sortent un recueil de chansons à l'occasion de la Mi-Carême de 1875. On trouve aussi des chansons en patois de Wasquehal chantées par les amis réunis du Rossignol et composées par Victor Deygers et en 1895, Théophile Lerouge chantera Les fort buveux de ma campagne, en patois de Wasquehal.

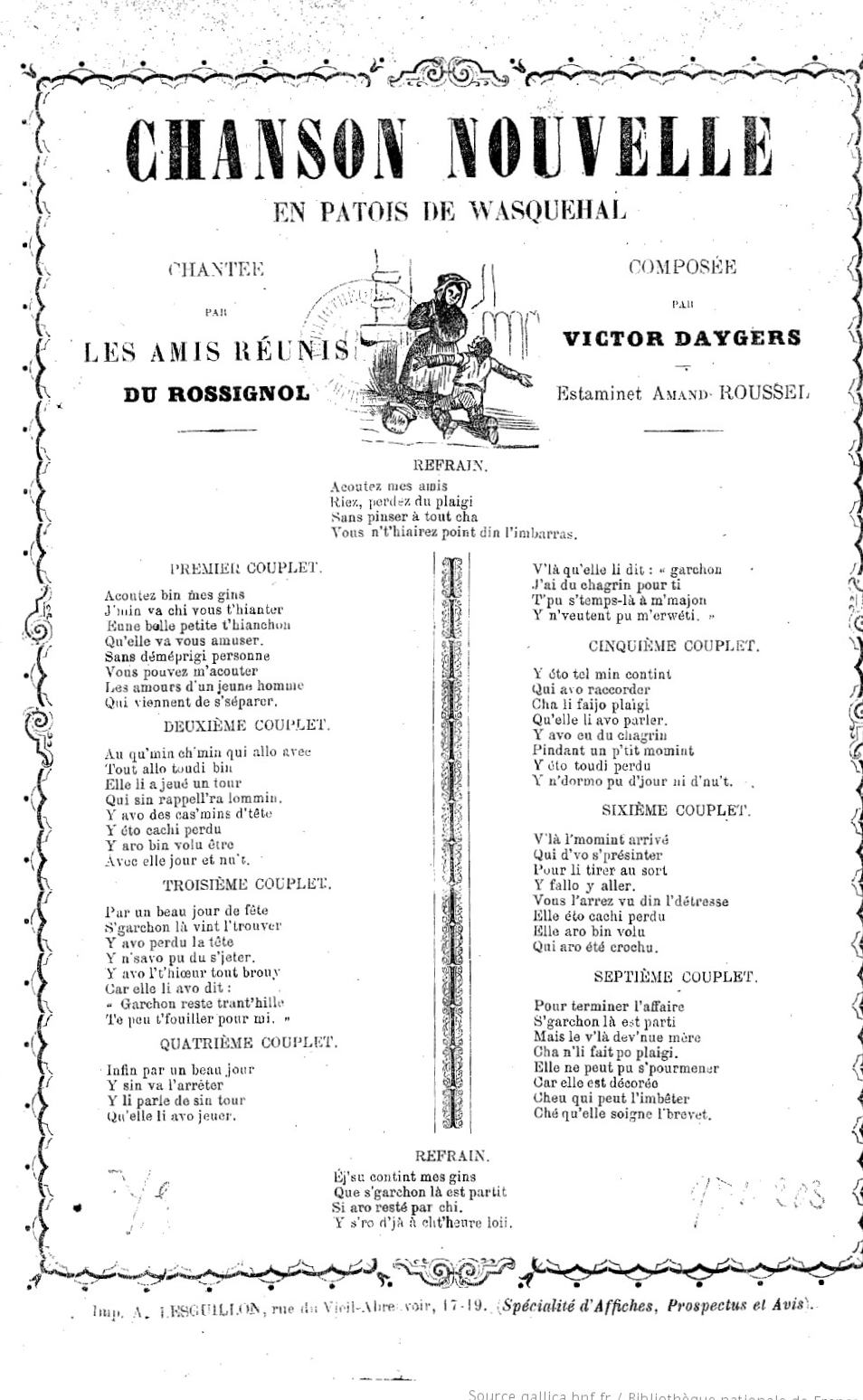
Chanson nouvelle en patois de Wasquehal.

À la même époque, Antoine Charles Delestraint dirige la fanfare municipale de Wasquehal, professeur de musique, officier d'académie et directeur de la fanfare municipale de Loos, il est le grand-père de Charles Delestraint. 

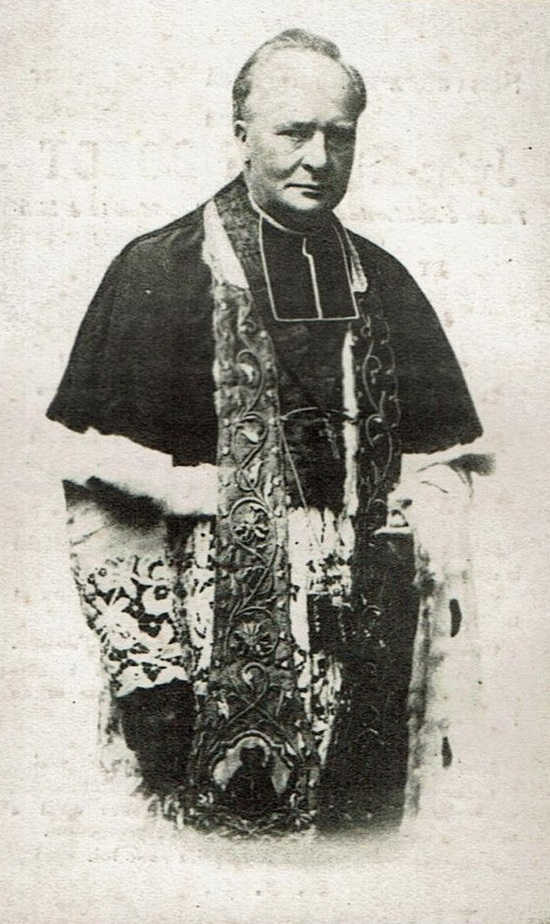
Jules-Hippolyte Boedt, curé de l'église Saint-Nicolas de 1873 à 1883.

En cette fin de XIXe siècle, une  masse ouvrière Flamande fuit la misère des campagnes belges et vient travailler dans les villes du nord et notamment à Wasquehal et d'avril à mai 1880, durant 36 jours, Wasquehal connait comme de nombreuses villes du Nord une période de grève dans les usines. Ces grèves résultent à la fois par un désespoir issu d'une misère, distillée par une industrie en plein expansion, et par le fait qu'elles permettent à toute une culture ouvrière de se révéler. On dénombre 13206 grévistes à Roubaix, 7831 à Armentières, 5820 à Tourcoing, 2994 à Houplines, 2250 à Croix, 1954 à Lille, 1500 à Jeumont, 650 à Wattrelos, 647 à Halluin, 450 à Wasquehal, 325 à La Madeleine, 150 à Marcq-en-Barœul et 140 à Nieppe. Les grèves échouent, du à l'intransigeance des patrons mais auront des prolongements importants avec cinq ans plus tard, la création de la première entité socialiste à Wasquehal. Le 2 juillet 1880, les Tramways qui étaient tirés par des chevaux sont maintenant tirés avec des tracteurs à vapeur. La vitesse ne dépasse 8 km/h  en ville et 20 km/h hors agglomérations, mais les municipalités de Mons-en-Barœul, Wasquehal et Croix, appuyées par des conseillers municipaux de Lille, demandent le remplacement des tracteurs et le retour à des attelages de chevaux, mais l'habitude prend le dessus et les protestations cessent.
Le Wasquehalien Charles-Louis Roussel fait la campagne d'Afrique du 24 avril 1882 au 12 avril 1885 avec le commandant Léon Frédéric Hubert Metzinger du 1er bataillon du 3e régiment de zouaves. La 3e compagnie du bataillon commandée par le capitaine Marie Pierre Émile Sajot ayant été désignée pour partir au Tonkin, Charles-Louis Roussel embarque à Phillippeville, en Algérie, à bord du Canada au début d'avril 1885 et débarque à l'Abbaye Dallon. Il fait donc partie de l'Expédition du Tonkin du 13 avril 1885 au 30 juin 1886 et participe à diverses batailles et notamment à la prise de Hué, capitale de l'Annam, le 5 juillet 1885. Charles-Louis Roussel recevra la médaille du Tonkin à Phủ Lý en 1886.
En 1886, Louis Dal, fils de cultivateurs de Wambrechies commence l'exploitation de la ferme du Triest (actuellement ferme Dehaudt) et des terrains avoisinant (actuellement le cimetière du Plomeux, l'allée Philippe Piat (anciennement carrière Dal) et les terrains de football). À la suite du décès d'Ernest Duthoit, gendre de Louis Dal, la ferme sera revendu en 1929, à Omer Dehaudt et son épouse Marie-Adèle Vaillant, originaire de Vieux-Berquin.
L'œuvre de retraite dite du Château Blanc est fondée en 1881 par le Révérend Père Henri Watrigant, membre de la Compagnie de Jésus au Château Blanc qu'il loue de 1882 à 1889 à Xavier Desfontaines de Preux, petit-fils de Charles François Marie Le Prévost de Basserode et le 15 août 1884, elle accueille l'Association Catholique des Patrons du Nord. Une vingtaine d'industriels membres des cercles ouvriers, artistes et étudiants, se réunissent une fois en retraite, tous les deux mois pour s'entretenir de leurs initiatives d'apostolat social,,.
Célestin Droulers qui se représente lors des élections municipales françaises de 1884, a comme adversaire, François-Xavier Delebois du Comité Radical et le premier parti socialiste wasquehalien est fondé dans le quartier du Centre en 1885. Le fondateur et deux autres personnes dont Arthur Mille, futur conseiller municipal, quittent le Centre pour la Capreau. Le groupe socialiste de Wasquehal se nomme Les émancipateurs de la fraternelle. En 1895, le parti s'essaie à la politique en s'alliant avec les radicaux mais échoue aux Élections législatives françaises de 1898. Les membres seront tenus de s'abonner au journal L'humanité, à faire de la propagande en vue d'amener de nouvelles recrues et à attirer les ouvriers à s'inscrire à leur syndicat.

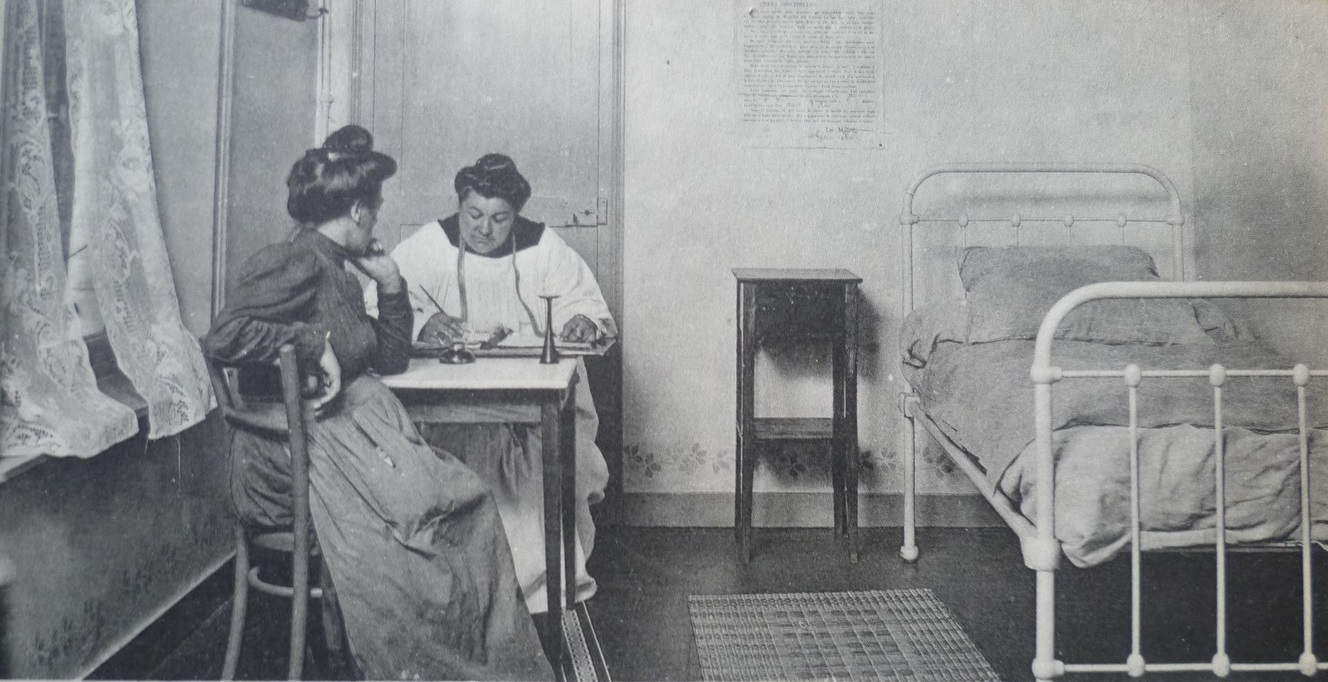
Consultation à la maternité de Wasquehal en 1905.

Le 28 février 1890, Célestin Droulers, maire de Wasquehal, décède et de nouvelles élections se tiennent en mars 1890. Entre temps, Louis Tiberghien, cultivateur devient maire par interim. Deux  listes sont en présence, la liste des conservateurs avec le duel entre Célestin Droulers, fils du défunt maire et Louis Lagache, cabaretier, républicain-libéral puis la liste des républicains avec le duel entre Jules Courier, marchand boucher et Richard Bailly-Nivesse cultivateur. Jules Courrier remporte son duel à la majorité absolue tandis que Célestin Droulers est en ballotage favorable conte Louis Lagache. Le 6 avril, Célestin Droulers remporte son second tour contre Louis Lagache pour deux voix et le 30 avril remporte les élections devant Jules Courier et devient maire. Un incident s'est produit lors du vote, une personne ivre a voté deux fois et ces élections sont annulées en mai car le maire fraîchement élu et la veuve de l'ancien maire, Marie Salembier, sont accusés d'avoir donné de l'argent à deux présidents de sociétés musicales, ce qui porte atteinte à la sincérité du scrutin. Louis Tiberghien reprends le pote de maire intérimaire jusqu'en 1891 quand Désiré Delesalle devient maire. Toujours en 1890, les rapports du préfet et les délibérations du conseil général et du conseil général du Morbihan, préconisent les créations d'archives et est demandée la création d’une bibliothèque spéciale des archives pour les 11 volumes d'archives départementales ou communales, relatives à plusieurs communes dont Wasquehal. Cette même année, à Wasquehal, des grévistes échafaudent une barricade sur la route afin d’empêcher les troupes de passer. L'obstacle a été démoli à coups de hache par les sapeurs. Lors des élections municipales françaises de 1892, avec la victoire de Victor Delourme, la majorité est acquise aux républicains, pour la première fois depuis 20 ans.
Le 22 avril 1892, le ministre de la guerre, Charles de Freycinet, lors d'une inspection des fortifications de la région vint voir le fort de Wasquehal, dans le quartier du Haut-Vinage. Ce dernier, avec le fort des Marchenelles et de Babylone, est un satellite du fort de Mons. Paul Visrey, originaire de Wasquehal fait partie en 1892, des défenseurs des droits du suffrage universel à la suite des grèves de Carmaux de 1892-1895. Le 21 juillet 1892, sort la loi portant création d'un troisième canton à Roubaix, de ce fait, les communes de Roubaix, Croix et Wasquehal, forment trois cantons. En 1897, Georges Lombart signe le texte de la chanson Les Ouvriers, vendue au bénéfice de la propagande du parti ouvrier de Wasquehal. En 1899, apparait sur Wasquehal, la première Peugeot issue des usines de Fives-Lille. Acheté par l'épouse du propriétaire de l'usine Hannart Frêres est conduite par leur chauffeur André Schweitzer, un des premiers en France à être possesseur du permis de conduire.

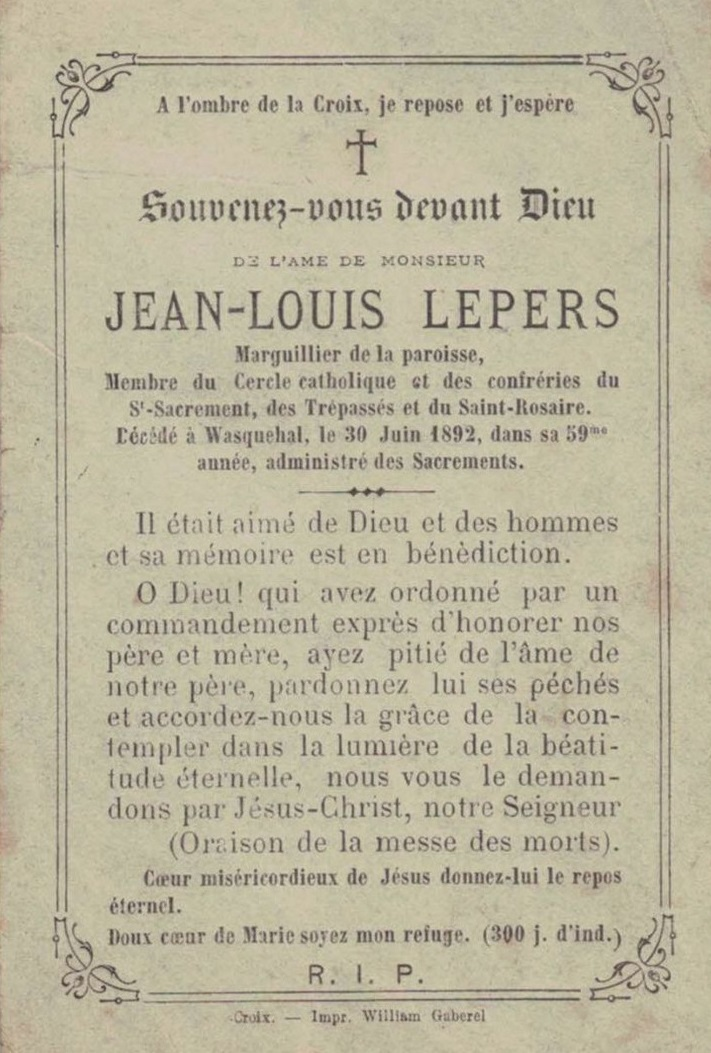
Faire-part de décès de Jean-Louis Lepers, marguillier de la paroisse de Wasquehal.

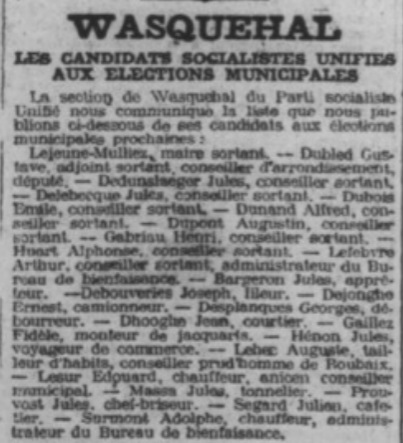
Liste des socialistes unifiés aux Élections municipales françaises de 1912.

En 1901, en raison de la situation créée par l'arrêt du Conseil d'État, Désiré Delesalle, maire de Wasquehal et ses deux adjoints, Omer Ameye et Gustave Desrumaux ont envoyé à Louis Vincent, Préfet du Nord, leur démission collective,. De nouvelles élections verront l'arrivée des socialistes à la mairie de Wasquehal, avec à leurs têtes, Louis Lejeune-Mullier. Ce dernier servit dans la marine sous les ordres de l'amiral Albert Auguste Gicquel des Touches. Ces élections seront le théâtre de conflits entre les candidats libéraux et les candidats socialistes et entraîneront, le 11 juillet 1903, le départ des Sœurs Franciscaines de Calais qui tenaient l’école privée. En effet, le conseil municipal a donné un avis défavorable à la demande d'autorisation présentée par les Sœurs Franciscaines de Calais qui dirigeaient l'école. Elle reviendront sur Wasquehal mais leurs rôles seront réduits. Louis Lejeune-Mullier inscrit dans son mandat, la lutte contre la mortalité infantile.
André Haag-Selosse, conseiller municipal, fait paraitre dans le journal de l’Égalité Roubaix-Tourcoing du 5 novembre 1903, une lettre ouverte qu'il destine à Monsieur Lepers, président de l'Union Sociale et Patriotique de Wasquehal. En effet, un article venant de l'Union Sociale et Patriotique de Wasquehal est diffusé dans les journaux et contient des insultes et diffamations envers André Haag-Selosse qui est d'origine allemande. les tensions de l'après Guerre franco-allemande de 1870 se font toujours sentir et Haag-Selosse se défend d'avoir participé à la campagne de 1870 et d'avoir opté pour la France. Toujours en 1903, le conseil municipal organise un vote pour ne plus maintenir le presbytère mais 324 voix contre 234 voix font gagner les opposants du projet.
Le 23 novembre 1906 pour s'opposer à l'inventaire des biens de l'église Saint-Nicolas, les fidèles et le clergé se barricadent dans l'église et sonnent le tocsin et l'abbé Jérémie Jules Tobie Camerlynck frappe le commissaire de police qui avait gardé son chapeau dans l'église et l'abbé Victor Fogt décoiffa aussi le maire Louis Lejeune-Mullier.
En 1908 parait le journal La Caserne organe antimilitariste révolutionnaire  dont le service de librairie est assuré par Julien Béranger au 24 rue Lamartine. Le numéro contient des textes de Victor Hugo, Charles Richet, Gaston Moch et Pierre de Ronsard. En 1908 toujours, pour lutter contre la mortalité infantile, la municipalité sous l'impulsion de Louis Lejeune-Mullier, créait un centre de consultations de nourrissons à l'école Turgot. Un même centre est créé dans un immeuble attenant à la mairie, géré par le docteur René Potelet. Ces actions du maire font baisser la mortalité infantile. Une délégation composée d'Émile Ogier et d'Albert Calmette viennent à Wasquehal pour une visite officielle des maternités de Wasquehal en compagnie de Louis Lejeune-Mullier, du docteur Maurice Liénard, et de Clément Béthune et le 27 août 1909, Fernand Scrive, industriel lillois du textile, teste les premiers vols humains, ce que l’on appellerait aujourd’hui planeur, dans la cour de son usine lilloise puis sur un terrain à Wasquehal, à l'aérodrome Le Sart-Pilaterie,.
En 1910, en pleine période de trouble religieux, des membres de l'association des pères de famille de Roubaix, demande au directeur de l'école de garçon de Wasquehal Centre, de retirer de l'école, le livre d'histoire de Devinat qui est considéré comme irrespectueux de la religion catholique,. L'aviateur Bartolomeo Cattaneo après avoir traversé la ville de Lille pour la célébration de la Fête nationale française est contraint de se poser sur un champ de blé à Wasquehal. Lors des Élections municipales françaises de 1912, Louis Lejeune-Mullier se présente sous la liste des Socialistes Unifiés avec entre autres Gustave Dubled, Jules Dedunslaeger, Édouard Lesur et Jules Massa.
Les Wasquehaliens se passionnent pour les fleurs et Jérôme Dejonghe, connu dans toute la région sous le nom du Vieux Jérôme ou de Jérôme le Courtilleux, originaire de Gand est médaillé de bronze 1re classe au marché aux fleurs de Roubaix de 1912,. En 1892, il est jardinier au service du kaiser Guillaume II à Potsdam notamment dans les serres de son épouse Augusta-Victoria de Schleswig-Holstein-Sonderbourg-Augustenbourg.

## Première Guerre mondiale
La ville connait l'Occupation de la France par l'Allemagne lors de la Première Guerre mondiale, quatre années de souffrance où les Wasquehaliens ne sont pas épargnés. En effet, le 15 octobre 1914, des  cavaliers du  corps d’armée würtembergeois s’installent chez les habitants, car situé près du front la ville devient alors une ville de garnison, un lieu de passage pour les troupes qui montent au front et une halte de repos pour celles qui en descendent. Le 9 novembre, André Maginot est blessé sur le front et sauvé et ramené vers les lignes françaises par le canonnier François Coeyman, originaire de Wasquehal.
Pendant la guerre, les Wasquehaliens ont l'obligation d'obéir à l'occupant allemand notamment sous les ordres du major et commandant Gesleer Hofmann commandant du 165e régiment d'infanterie bavaroise qui le 7 décembre 1914, lance un décret qui ordonne de tuer sans exception tous les pigeons qui se trouvent dans les communes de Roubaix, Tourcoing, Croix et Wasquehal. Les contrevenants sont traités comme des espions. Joseph Wuilfart, fondateur avec quelques  amis de la  société du Pigeon Bleu, s'occupe clandestinement du recensement des pigeons voyageurs de Wasquehal et de Croix, en collaboration avec Émile Weerts.
En cette période de guerre, les maires des communes de Wasquehal et des alentours rappellent l'importance du soin à apporter aux monnaies de nécessité, en effet la guerre étant, la monnaie n'abondait pas.
Comme tous ceux de l’agglomération, les jeunes Wasquehaliens sont arrachés à leur famille pour effectuer les travaux des champs. Avec brutalité, ils sont rassemblés dans des usines désaffectées dont le peignage Motte, rue d’Avelghem à Roubaix. Ensuite, ils sont emmenés en train vers les Ardennes et le Laonnois. Ces jeunes gens sont appelés par les Allemands "Ces bouches inutiles, à nourrir" et qui doivent quitter la région. Ils traversent la Belgique, Allemagne, la Suisse, pour revenir en France par Annemasse. C’est sur Lyon qu’Albertine Roussel, décède de la grippe espagnole en étant déportée.

Alors qu'il se trouve à Paris pour les aides aux victimes de guerre, Gustave Dubled meurt de maladie à Saint-Maur-des-Fossés dans le Val-de-Marne le 23 aout 1916. Conseiller municipal de Wasquehal en 1904, il était adjoint au maire de 1908 à 1916. Un hommage lui est rendu au cimetière parisien de Pantin, par Henri Durre, député du Nord et Jules Duflot, président du comité central de réfugiés. On trouve dans le cortège, Charles Debierre, Pierre Mélin, Jean-Charles Deguise, Marcel Sembat et Arthur Levasseur. Le président de la République Paul Deschanel fait un discours d’hommage lors d’une cérémonie nationale. 

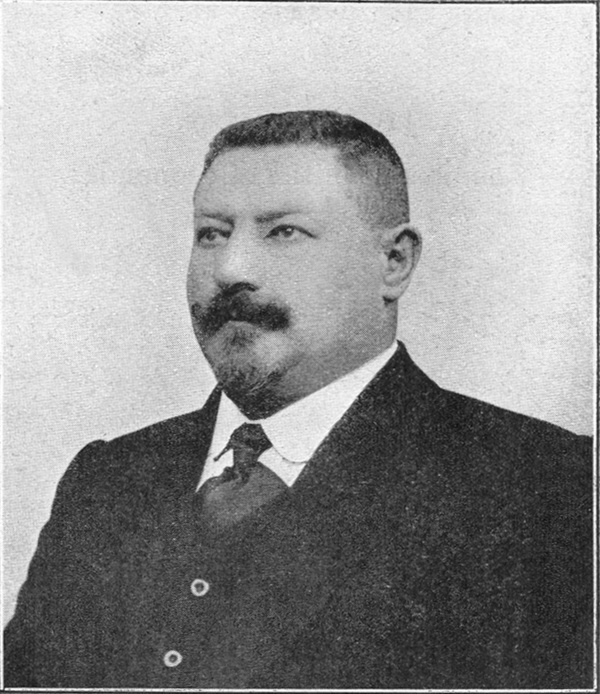
Gustave Dubled, députe du Nord de 1910 à 1916.

L'aérodrome Le Sart-Pilaterie situé près de la ferme de la Pilaterie sert de base pour la Luftwaffe. Les officiers allemands comme Otto Fitzner, sont logés au château de la Pilaterie. La piste d'atterrissage est à proximité du fort du Haut Vinage. Parmi les aviateurs allemands qui passeront sur Wasquehal, Otto Hartmann, Georg Strasser et Julius Buckler de la Jasta 17 et Paul Strähle et Johannes Jensen de la Jasta 57. Louis Lejeune-Mullier, alors maire de la ville, est pris comme otage en 1916 avec une cinquantaine de personnalités de la région et envoyé en Lituanie. Henri Détailleur, futur maire de Wasquehal, participe à la Première Guerre mondiale, en Serbie, lors de la libération de cette dernière sous Pierre Ier. Il prend part dans les unités de l’Armée d’Orient (1916-1918) qui, aux ordres du général d’armée Louis Franchet d'Espèrey, provoquent en septembre 1918 l’effondrement du front germano-bulgare, la défaite de la Bulgarie, reconquirent la Serbie et la Roumanie, puis envahirent l’Autriche-Hongrie. Presque toutes les maisons du centre doivent loger des soldats. On trouve aussi cette situation au Capreau où Charles-Louis Roussel doit loger un Allemand, tient tête aux Allemands et faillit être déporté dans un camp de prisonniers.

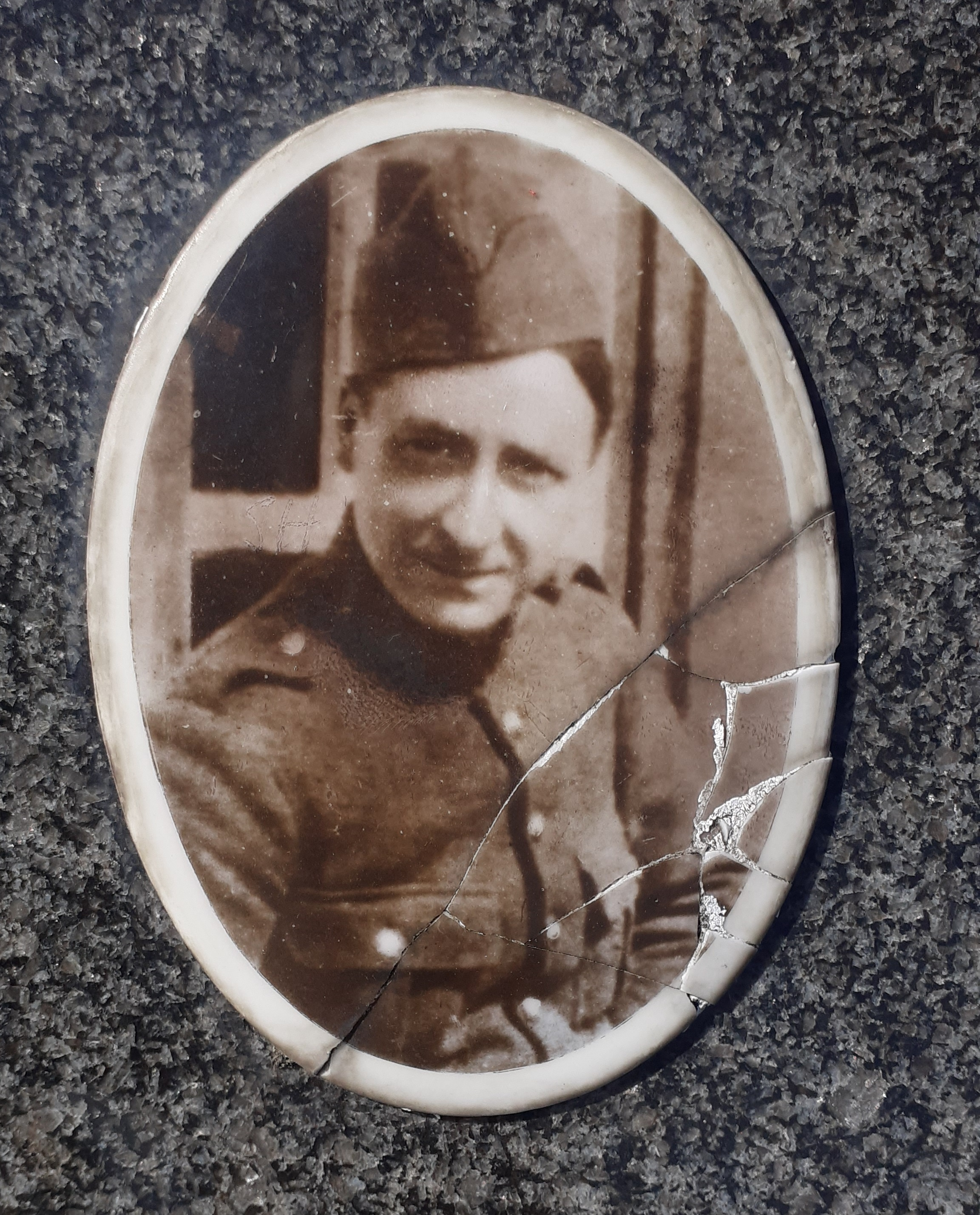
Albert François, mort pour la France.

La salle de patronage de la rue Delerue devient une salle de cinéma puis un réfectoire tandis que le mobilier de l’école libre est transféré dans l’usine Gros. L’église est réquisitionnée en 1917 par les Allemands pour les officiers protestants et subit de nombreuses déprédations  sur ordre de la kommandantur. Le 5 juillet 1917, une équipe de soldats escalade la tribune, pille les tuyaux de l’orgue. Le 20 décembre, les occupants procèdent à l’enlèvement de la plus grosse des cloches, Joséphine Charlotte. Le 5 juin 1918, Fortuné Dumoulin instituteur à Wasquehal, décède pendant le conflit.
Des Wasquehaliens seront faits prisonniers et envoyés dans les camps en Allemagne comme Barthelemy Duthilleul, fait prisonnier en 1918 au Strafgefangenen-Arberterbataillon no 2, plus communément connu sous le nom de Bagne de Sedan et qui est un camp de concentration situé dans l’enceinte du château fort de janvier 1917 à novembre 1918.
En février 1918, trois cents soldats italiens sont emprisonnés à la teinturerie Hannart Frères. Plusieurs d’entre eux meurent de froid et de misère. Ils ne sont pas soignés et les Allemands refusent aux mourants la présence d’un prêtre et en  septembre 1918, la Kommandantur reçoit pour mission de procéder au pillage des maisons particulières et déporte quarante adolescents vers la Belgique. Le 23 avril 1918, Henri Joveneaux, soldat au 12e train des équipages militaires détaché au camp de La Courtine, meurt à Guéret, à l'hôpital militaire, d'une maladie aggravée en service, il était cultivateur, né en 1878.
Dans la nuit du 16 au 17 octobre 1918, les Allemands en quittant Wasquehal, font sauter tous les ponts et les écluses. Des débris du pont des Voyous retombent sur une maison rue Clément Béthune, tuant l'occupante, Virginie Potin, qui venait de perdre son fils Charles Caron mort à la bataille de Monastir.
Au total, ce sont 145 Wasquehaliens qui sont morts pour la France lors de la Grande Guerre comme Clément Bourlet, Jean Lecry du 412e régiment d'infanterie et les frères Ghysels dont on ne retrouvera jamais les corps. Certains sont internés dans le camp de prisonniers allemand de Friedrichsfeld comme Jules Massa et Charles-Noël Decottignies qui ont pris part au siège de Maubeuge en 1914 avec le 145e régiment d'infanterie et qui sont faits prisonniers à la suite de la capitulation de la ville.
D'autres connaitront les deux guerres mondiales comme Paul Roos qui est médaillé de l'Ordre de la Libération et médaillé d'honneur de la ville de Wasquehal pour services rendus en 1963. En octobre 1918, les usines sont pillées comme l'usine Hannart qui est pratiquement vidée de ses appareils et les quinze ponts de Wasquehal, détruits. La centrale thermique de Wasquehal souffre beaucoup pendant l’occupation.
Le 18 octobre à 5h30, il n’y a plus de soldats allemands à Wasquehal. Le même jour, à 8 heures, quatre ans jour pour jour après l’arrivée des Allemands, les Anglais entrent dans Wasquehal. Le 19 octobre, Georges Clemenceau, président du  Conseil et le 20 octobre, Raymond Poincaré, président de la  République, visitant les villes libérées, s’arrêtent à Wasquehal.

## Entre-deux-guerres
Louis Lejeune-Mullier est remplacé comme maire par Charles Lepers en 1919. La France administre la Syrie en tant que puissance mandataire dès 1920 et un Wasquehalien du nom d'Eugène Lesoen y perd la vie.
En 1921, Henri Détailleur, gendre de Louis Lejeune-Mulliez, remplace Charles Lepers malade et qui ne peut assumer son rôle de maire et en 1924, se tient à Limoges le 6 juin, le premier congrès national de la pomme de terre avec pour sujet, la culture et le commerce, sous le haut patronage du ministre de l'agriculture. Il est mis en avant les essais de la machine arracheuse à élévateur dans le site de la CIMA à Croix-Wasquehal.

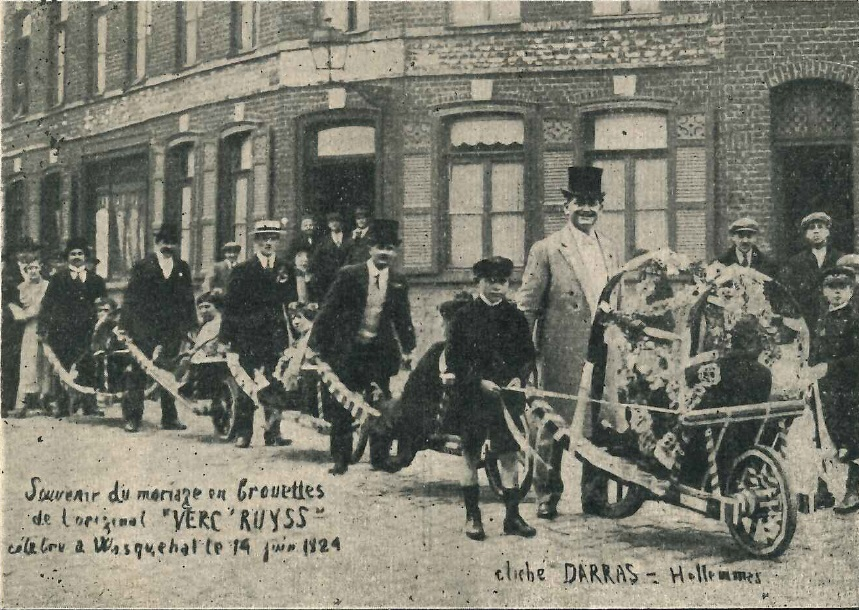
Le mariage en brouettes de l'Original Verc'ruys en 1924.

De 1925 et 1929, la commune de Wasquehal détient un record, en effet cinq Wasquehaliens exercent simultanément les fonctions de maire dans diverses communes de la région. Il s'agit d'Albert Bailly (Marcq-en-Barœul), Henri Détailleur (Wasquehal), Joseph Hentgès (Hellemmes-Lille), Désiré Jonas (Pont-de-Briques) et Louis Seigneur (Croix).
Une grève a lieu à la CIMA, les ouvriers devaient faire 49 heures par semaine, ils réclament la majoration des heures supplémentaires.
Le 7 août 1930, dans le cadre du mouvement de Protestation Social contre la loi d’escroquerie et de mouchardage, différentes grèves sont organisées dont participe la tissage Willem de Wasquehal.
À Wasquehal, on perpétue la Ducasse à Pierrots. Les cabaretiers accrochent à leurs enseignes, une branche de sapin ou de verdure quelconque à laquelle ils attachent une lanterne vénitienne allumée et un morceau de charcuterie en carton qui ressemble autant à du boudin qu’à de la saucisse. Le passant sait qu’il trouvera ici le réconfort d’un accueil chaleureux de la ducasse à Pierrots.

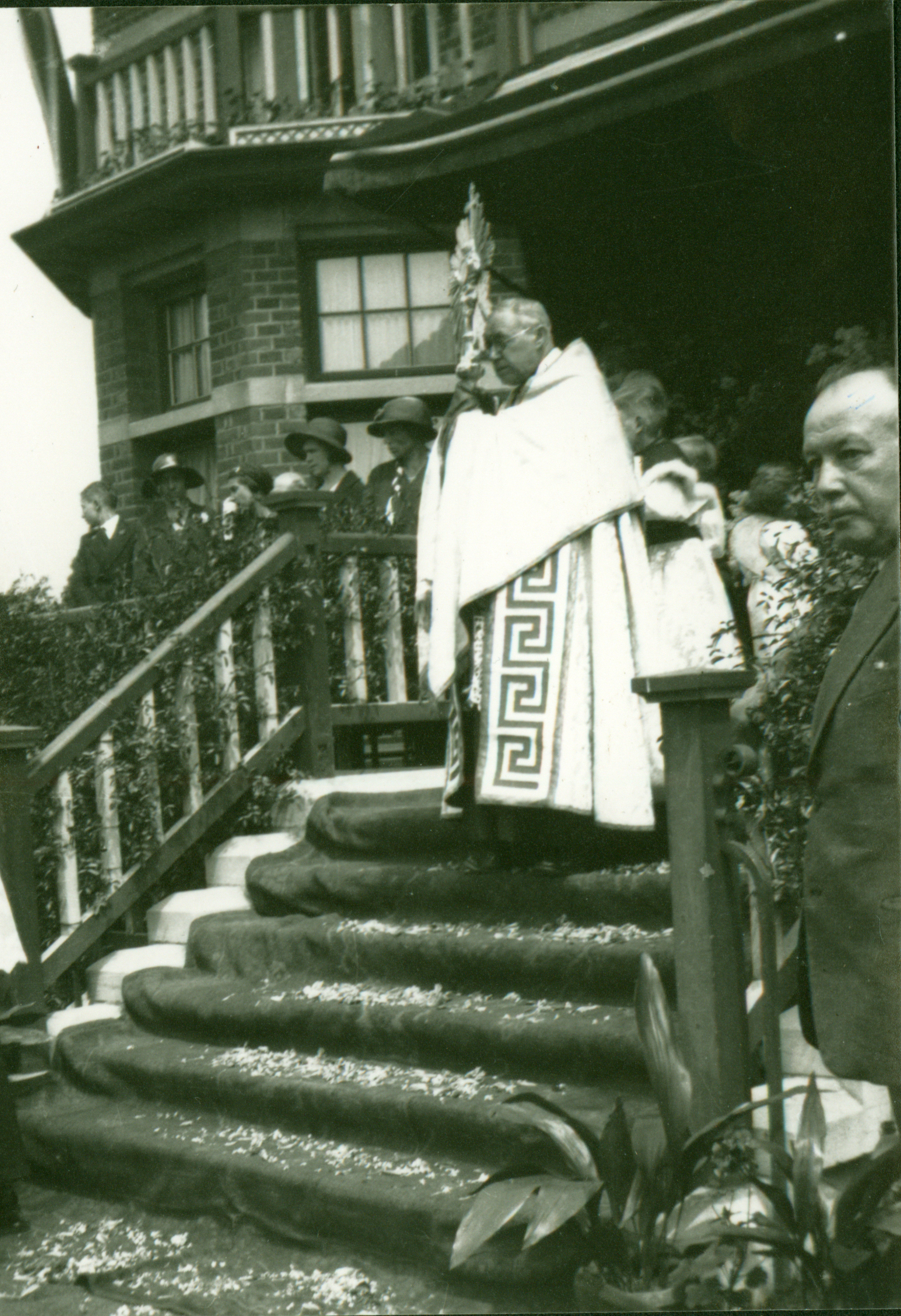
Edmond Delcambre, abbé de l'église Saint-Nicolas de Wasquehal lors de la procession Fête-Dieu au château Wattine.

Les préoccupations des Wasquehaliens sont aussi d'ordre économique comme avec le Front populaire qui en 1936 vote la Semaine de 40 heures, ce qui fera réagir Maxence Van der Meersch : pour lui, ce changement ne fera qu'augmenter le chômage.
Les socialistes wasquehaliens participent grandement aux affaires politiques et en 1937, Léon Massa, secrétaire général et conférencier du Parti républicain, radical et radical-socialiste de Wasquehal et secrétaire adjoint des jeunesses radicales du Nord, prend part à la réunion des Jeunesses Républicaines Radicales et Radicales-Socialistes du Nord, tenue en son siège social à Lille,.
Le général Aimé Doumenc, préside la remise du drapeau au groupement des Amicales de S.O.R. de Wasquehal, Croix et Fiers. Le rassemblement qui part de la place de Croix, comprend les amicales et délégations  qui défilent vers la place de Wasquehal, précédée de la musique du 43e  R.I., le drapeau est béni en l'église Saint-Nicolas.
En 1938, un acte de sabotage a lieu dans l'usine Saint-Gobain, qui aggrave le malaise qui règne depuis une semaine. Cette acte a pour effet d’empêcher le personnel de venir travailler. En effet; plusieurs grandes usines de la région qui travaillent pour la défense nationale sont en grève pour protester contre les décrets-lois.

## Seconde Guerre mondiale
Le Royaume-Uni et la France déclare la guerre  au Troisième Reich le 3 septembre 1939 et s'ensuit la drôle de guerre. Le 30e régiment d'artillerie anglais est stationné à Wasquehal et William Johnson, canonnier de ce régiment, décède de noyade accidentelle à l’écluse du Dragon,,,. 

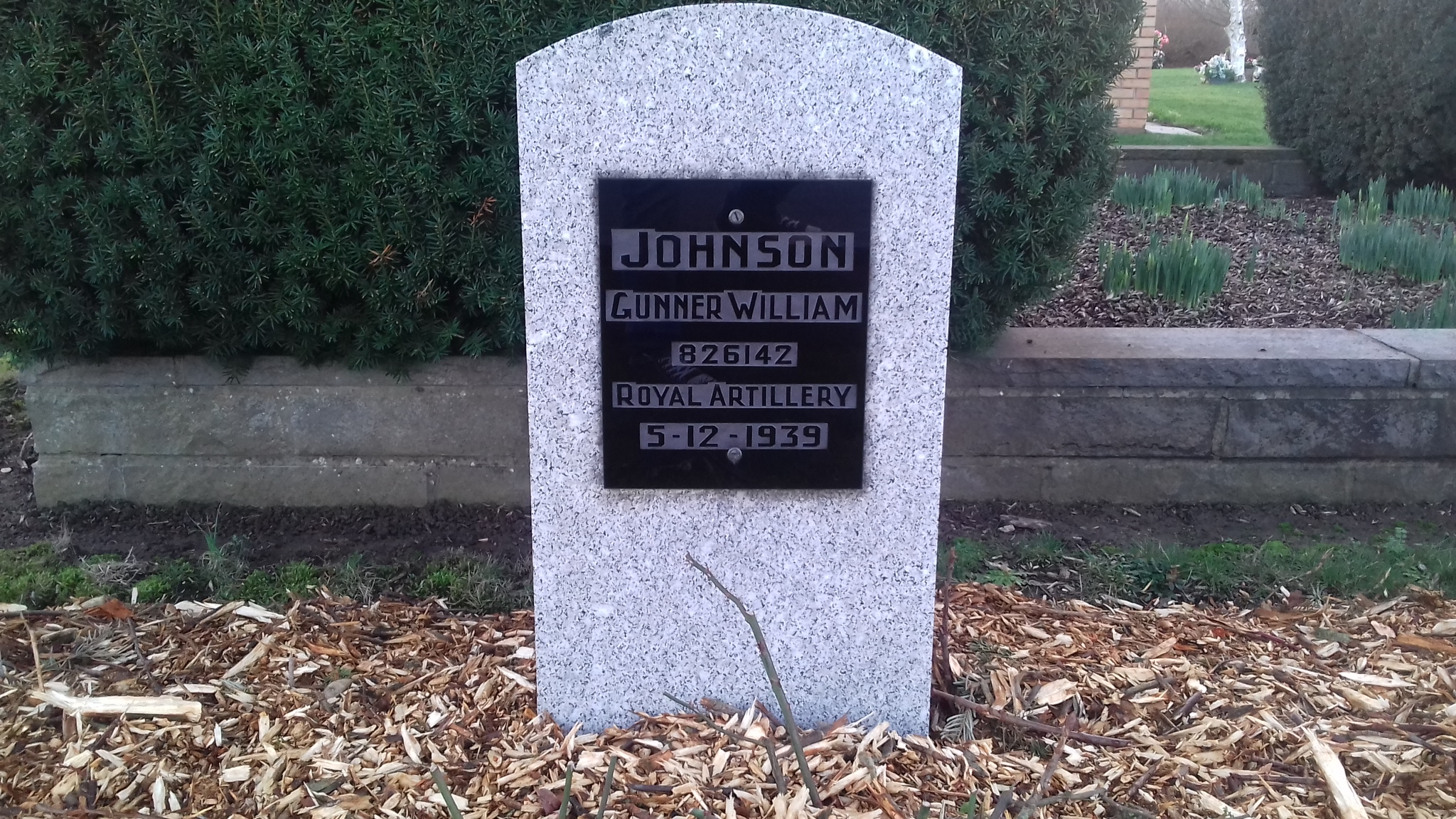
Sépulture de William Johnson, canonnier du 30e régiment d'artillerie anglaise.

L'invasion allemande de la France débute le 10 mai 1940, mettant fin à la drôle de guerre, commence alors la bataille de France qui elle se termine le 22 juin par la défaite des forces armées françaises et la signature de l'armistice par le gouvernement Pétain. À la suite de la signature de l'armistice du 22 juin 1940, Wasquehal se trouve alors en zone occupée. Des Wasquehaliens seront faits prisonniers et envoyés dans les camps en Allemagne comme le commissaire de police Alphonse Vanoverberghe, Léon Massa, soldat de deuxième classe de la 1re division C.O.A (1re section de commis ouvriers militaires d'administration), Jeanne Dangremont pour avoir hébergé un déserteur de la Wehrmacht (condamnée en mai 1942 à 5 ans de travaux forcés, motif officiel : sabotage), et les industriels  Clément Dupire et Théodore Hannart.

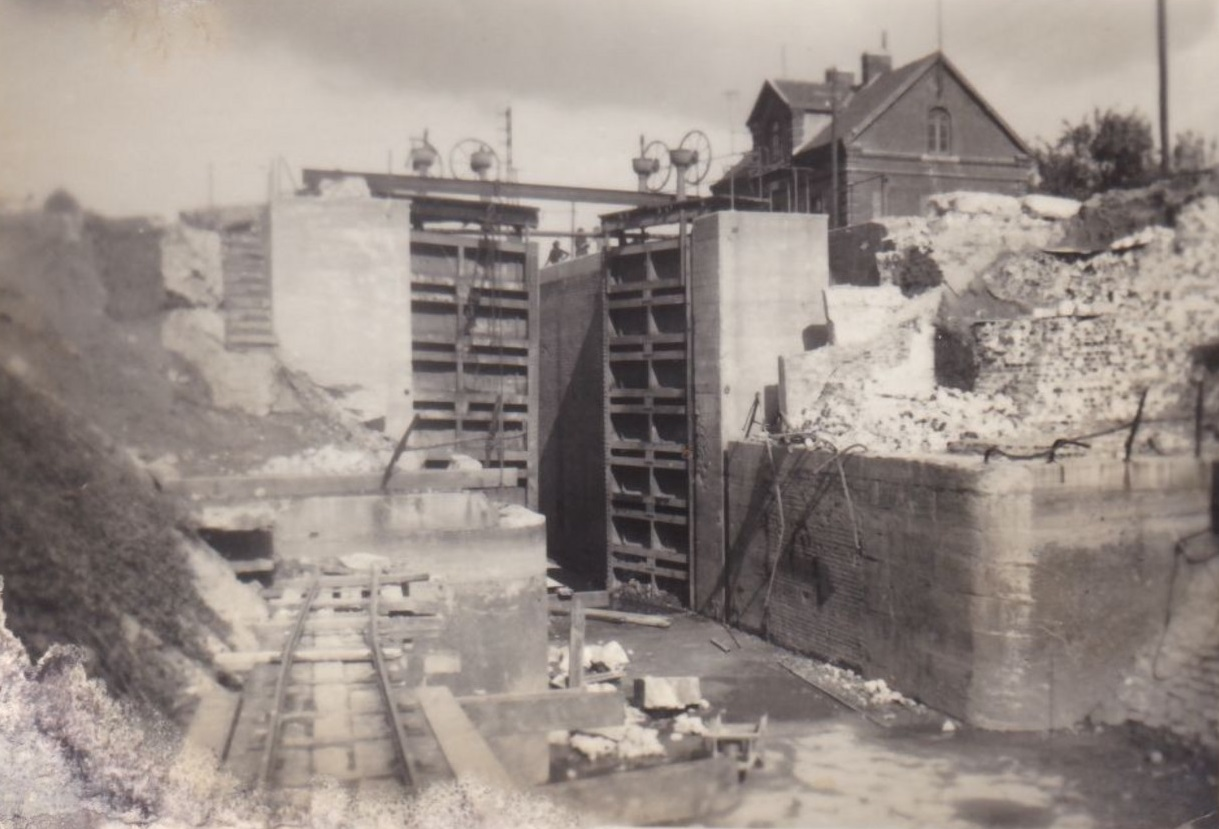
Écluse du Cottigny en juin 1940 après sa démolition par la Wehrmacht.

En 1940, Wasquehal passe en Zone occupée.

Malgré la guerre, les Wasquehaliens continuent d'aller au Ciné Capreau-Wasquehal où est diffusé en octobre 1941, le film L'empreinte de Dieu, tiré du roman de Maxence Van der Meersch. Le 15 décembre 1941, un nouveau conseil municipal est installé avec dans ses rangs, Marcelle Nedey épouse Hénnequin, qui le 11 janvier 1942, célèbrera un mariage. C'est la première fois dans la région qu'une femme procède à un mariage.
Comme dans toutes les villes de France, la mairie célèbre la Fête des Mères imposée par le régime de Vichy et tous les Français sont incités à célébrer la maternité,.
L'entraide est de mise pendant la guerre et en janvier 1943, le comité local d’assistance, aux prisonniers procède à la préparation des colis en la salle, rue Carpeaux, pour les prisonniers originaire du Capreau et en la salle de la Planche au Riez. Le contenu des colis contient 500 grammes de chocolat, 3 paquets de biscuits divers, 3 barres de pain d’épices, 2 paquets de pâtes alimentaires, 2 boites de sardines, 2 paquets de café, 1 barre de nougat, 3 paquets de cigarettes et 1 savon de 150 grammes. Les industriels, Clément Dupire et Théodore Hannart (tous deux prisonniers rapatriés), organisent des Kermesses Flamandes, au profit de l’œuvre du colis des prisonniers retenus dans les stalags allemands. Parmi les habitants de Wasquehal, on trouve Ferdinand Martin, un des derniers survivants de la guerre de 1870. La pénurie de denrée alimentaire entraine certains Wasquehaliens à vendre de la viande au marché noir comme avec Napoléon Détailleur, charpentier qui a été condamné à quinze jours d'emprisonnement et pendant cette sombre période de guerre, les habitants du Capreau pouvaient échanger un lapin contre un morceau de viande dans la boucherie Lecoq située au 3 rue Lejeune.
Le 19 juillet 1942, un train avec des soldats allemands en permission est mitraillé par la résistance
Jules Dumont, arrêté par la police allemande le 4 novembre 1942 à Wasquehal, est torturé et fusillé au fort du Mont-Valérien le 15 juin 1943 et en 1944, le cardinal Achille Liénart, les commissaires de Wattrelos, Lannoy et Wasquehal expriment leur sympathie envers la population ascquoise et condamnent la répression sanglante lors du massacre d'Ascq. Le maire Henri Détailleur est remplacé en 1944 par le Comité de libération nationale mené par Paul Marquilly. Pendant l'occupation, Henri Détailleur, prendra part à la résistance dans les rangs du mouvement Voix du Nord et André Hantson, famille de Paul Hantson, est combattant des forces françaises libres et participe aux opérations de la 2e division blindée du général général Leclerc.
Émile Dellette, réfractaire au STO, originaire de Wasquehal, est arrêté et poignardé par la police française au cours d’une attaque contre le maquis de Montchabert le 11 mai 1943. Il est tué sur le bord de la route certainement avec une baïonnette alors qu’il était enchainé. Il est inhumé au cimetière de Charrière-Neuve à Chambéry. Il était gymnaste à l’Espérance et habitait rue Pierre-Loti.

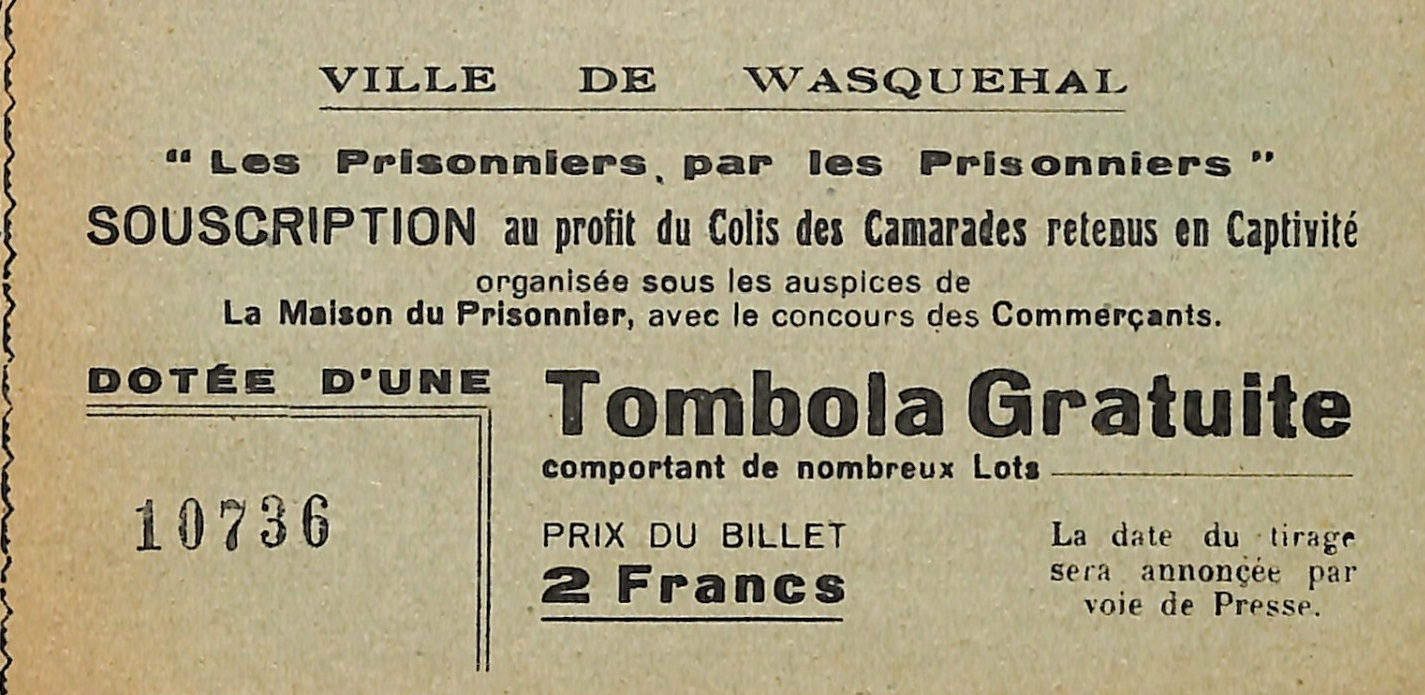
Ticket de tombola au profit du colis des wasquehaliens retenus en captivité.

Des actes de résistance sont organisés dans la ville, et dans la matinée du 2 septembre 1944, l’adjudant-chef FFI Marcel Penet, 34 ans, originaire de Croix et Bernard Vanoverberghe, 17 ans, originaire de Wasquehal se faufilent jusqu’à la passerelle de l’Allumette. La veille, on les a informés que les Allemands positionnaient des caisses d’explosifs sous le pont de l’Allumette. De quoi causer un véritable carnage dans ce secteur très peuplé. Ils ont avancé à plat ventre jusqu’à la passerelle. Ils ont récupéré un Lebel modèle 1886 datant de la guerre 14. Ils ont attaqué les Allemands pour les faire partir, Marcel Penet en a tué deux. Pendant ce temps-là, Bernard Vanoverberghe est parvenu à ramper jusqu’aux câbles de mise à feu et à les sectionner à l’aide d’une cisaille. Marcel Penet fait enterrer les deux soldats allemands au cimetière de Croix. Et tous les ans, à la Toussaint, il fleurit leurs tombe avec son fils Alain. Résistant de la première heure, Marcel Penet s’était évadé du convoi qui l’emmenait en STO en Allemagne en 1940. Il a sauté du train dans un virage, c’était dans l’Est. Il est revenu à Croix à pied en passant par la Belgique. Pour leur courage, Marcel Penet reçut la Croix du combattant volontaire de la Résistance et Bernard Vanoverberghe fut intégré aux FFI à titre d’enfant de troupe mais leurs noms, comme ceux de beaucoup de résistants, sont tombés dans l’oubli. La résistance Wasquehalienne se distingue avec l’action de trois réseaux, WO-OCM-Voix du Nord.

Le 3 septembre 1944, se déroule la bataille du Haut-Vinage où des résistants attaquent un groupe de 6 soldats allemands, bien armés et envoyés en éclaireurs pour s’assurer que la route de la Belgique est dégagée. Arrive ensuite une colonne de plusieurs centaines d’hommes, armés de mitrailleuses et d’un canon antiaérien. Les résistants vont eux-mêmes chercher des renforts à l’usine Roquette, rue de Marcq-en-Baroeul, qui est un lieu de regroupement de résistants. Les premiers coups de feu à l'origine des combats du Haut Vinage, le 3 septembre 1944 sont tirés du pont de chemin de fer situé sur le grand boulevard. Des membres des FFI arrivent alors en renfort, contiennent l’avancée de la colonne allemande. De nouveaux résistants arrivent de Flers-lez-Lille, Lille, Roubaix, Tourcoing, Wattrelos. Le combat fait rage. Les Allemands finissent par se replier dans le fort du Haut-Vinage, (fort satellite du fort de Mons-en-Barœul et actuel golf du Sart et école élémentaire publique Charles de Gaulle), près de la rue du Haut-Vinage. Vers 19h00, les Allemands reculent vers le fort des Marchenelles à Villeneuve-d'Ascq (fort satellite du fort de Mons-en-Barœul). Ils se heurtent alors à deux chars alliés. Acculés, ils cessent le combat et se rendent. Jean Wastyn, résistant wasquehalien, et Harald Stammbach, lieutenant-aviateur, chef de la section W.O. du réseau Sylvestre Farmer de Flers-lez-Lille, tombent au combat. Partis d’une simple escarmouche, ces combats font que huit Allemands sont morts, neuf hommes des FFI et plusieurs civils ont été tués ou blessés par des balles perdues comme Valery Roos qui mourra de ses blessures après avoir été blessé par un Allemand alors qu'il observait la retraite allemande. La Filature du Nord sert d’hôpital où les médecins et infirmières pansent, opèrent et amputent les blessés. C'était aussi le quartier général du mouvement de résistant W.O. 

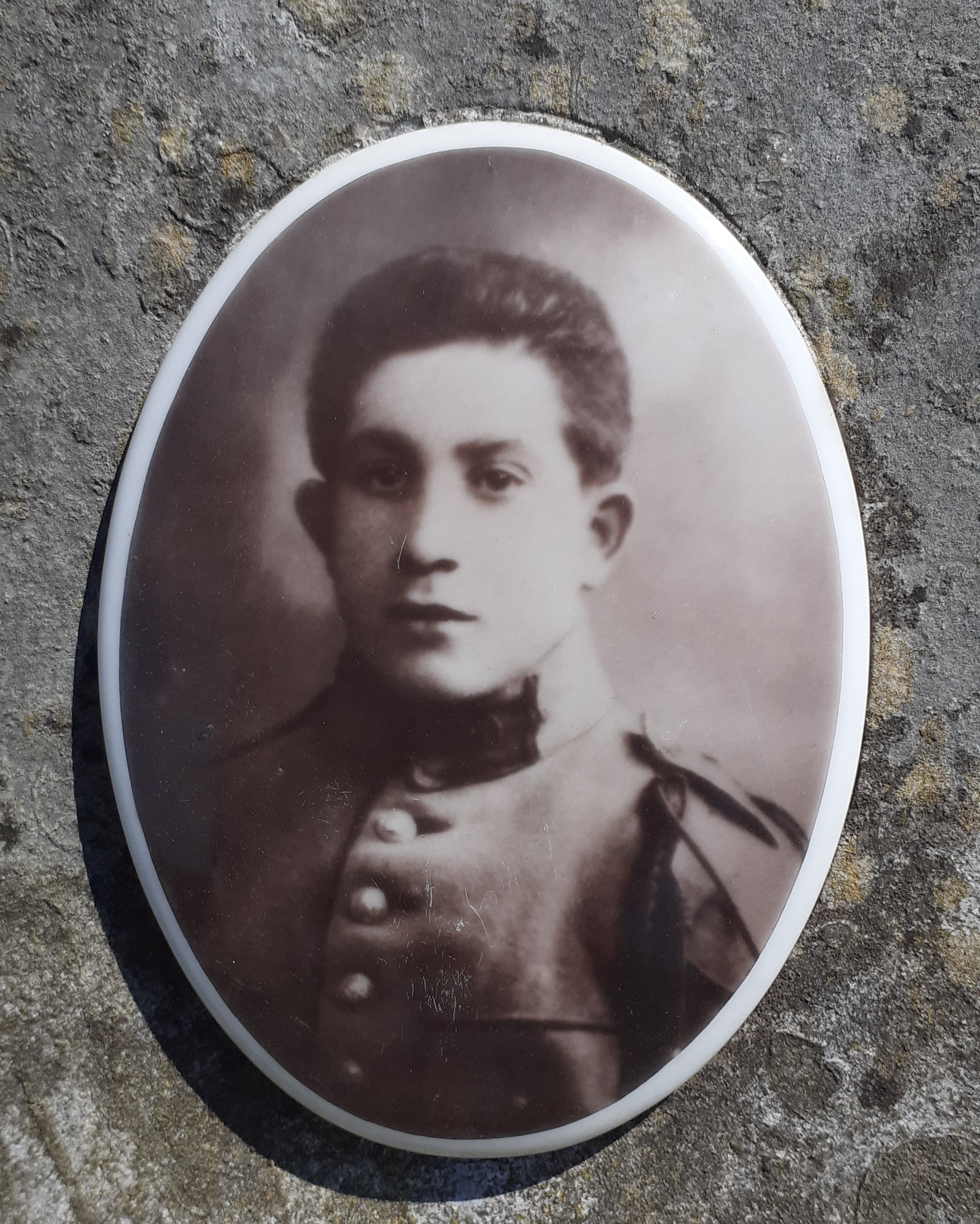
Valery Roos, mort lors de la bataille du Haut Vinage en 1944.

Le 28 novembre 1944, les Wasquehaliens voient passer au-dessus de leurs têtes un V1 (missile) qui tombe rue Victor-Hugo à Hem, près du château de la Marquise. Wasquehal déplorera des morts pendant ce conflit comme Stanislas Wojtasinski, joueur de l'Union sportive de Wasquehal, engagé dans la Légion étrangère au 12e R.E.I, est Mort pour la France, le 14 juin 1940 lors de la bataille de Fontainebleau en Seine-et-Marne, Émile Dellette, réfractaire au STO, originaire de Wasquehal, est arrêté et poignardé par la police française au cours d'une attaque contre la maquis de Montchabert, le 11 mai 1943 (il est tué sur le bord de la route certainement avec une baïonnette alors qu'il était enchainé) et est inhumé au cimetière de Charrière-Neuve à Chambéry,, Charles Preux, alias FN 17, tué le 4 juillet 1944, résistant Wasquehalien du réseau Sylvestre-Farmer est tué par la Gestapo, Désiré Caus et Lucien Viseur, habitants de Wasquehal, fusillés le 17 aout 1944 au fort de Seclin. Désiré Caus est résistant S.O.E., Section F - Groupe Buckmaster du Réseau Sylvestre Farmer, Maurice Lefebvre, habitant de Wasquehal, meurt mitraillé par un avion allié, sur la route qui mène de Lille à la Bassée, en août 1944, Georges Desplanque, décédé à Berlin et Frédéric Castelain, membre du réseau de résistance Sylvestre Farmer WO, né le 7 septembre 1909 à Wasquehal, décède le 8 avril 1945 en déportation au camp de concentration nazi de Buchenwald, probablement lors d'une marche de la mort, quelques jours avant l'arrivée des blindés américains. Il faisait partie du Train de Loos, dernier convoi parti de France vers les camps de la mort.

## Le Wasquehal contemporain
En 1945, est élu maire de la ville, Ernest Dujardin, ancien instituteur et titulaire de la Croix de guerre 14-18. Il démissionne en 1953 juste après sa victoire aux élections municipales françaises de 1953 et est remplacé par Victor Honoré. Gaston Heurtematte est maire de 1965 à 1968.
En 1951, arrive une récession économique, le tissu industriel wasquehalien s'effiloche rapidement, certaines usines ferment et seule la teinturerie Roquette traverse cette période sans sombrer. À l'inverse, l'industrie métallurgique poursuit une remontée spectaculaire. S'ensuivent des revendications dans les usines textiles et autres, sur la répression patronale.
La ville de Wasquehal n'est pas épargné par la vague de froid de l'hiver 1954 en France avec des hommes qui se réfugient dans le four d'une briqueterie dans le quartier du Sart.

En 1955, décède Henri Demulier, ancien abbé de Wasquehal. Il fut prêtre du diocèse de Lille, militant du rapprochement franco-allemand,,. Pendant cette période, des Wasquehaliens participent aux guerres de décolonisation comme Jacques Lannoy affecté au 2e régiment de spahis marocains, tué au combat à la fin de la Guerre d'Indochine ou encore la Guerre d'Algérie auquel participe Léon Desquenne, habitant du Triez.

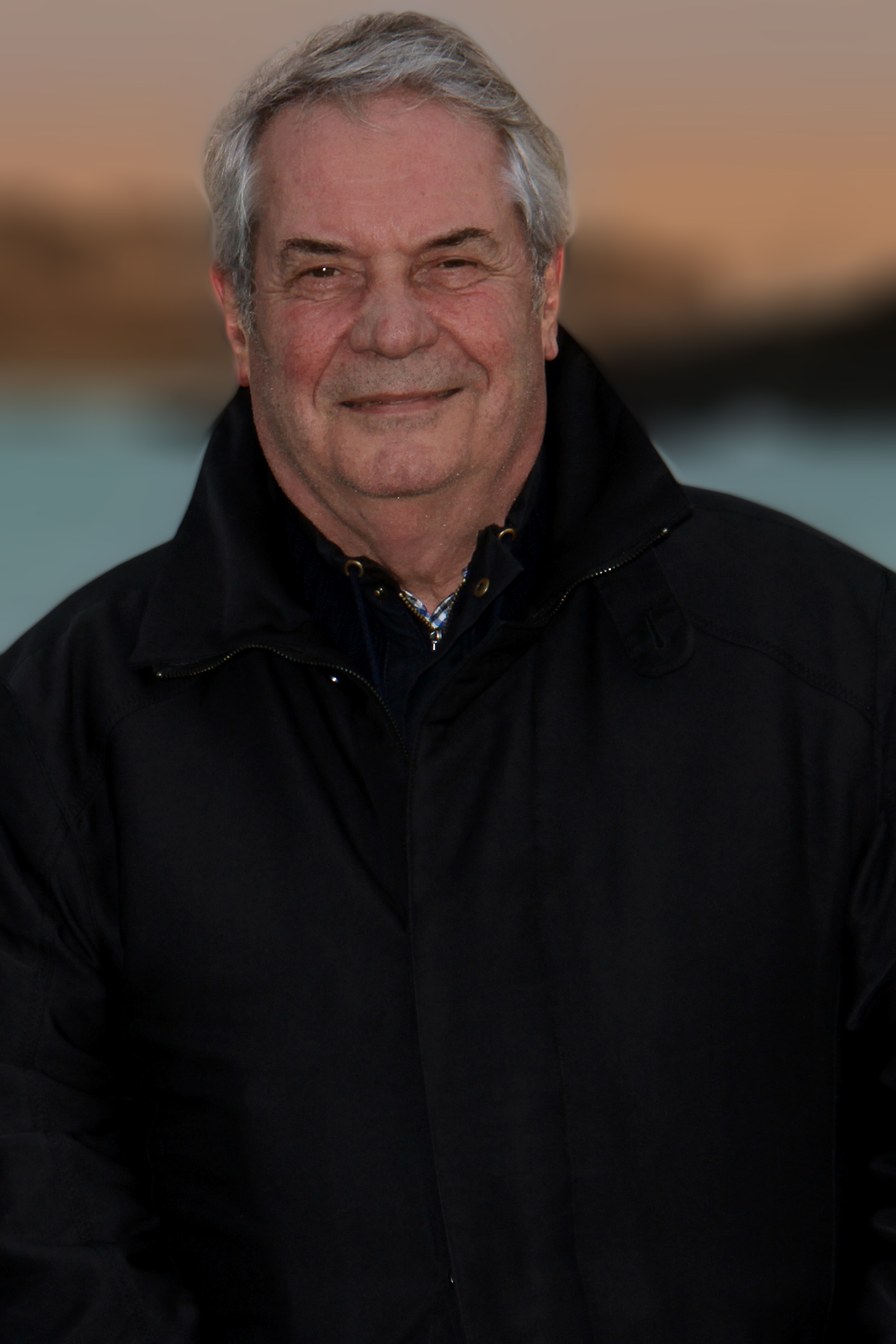
Gérard Vignoble, maire de 1977 à 2014.

Dans les années 1960, les ouvriers commencent leurs revendications et Pierre Charret, habitant avenue Clemenceau, militant communiste, résistant, filme entre 1964 et 1970, manifestations et grèves ouvrières et en 1966, André Dhondt filme sur Wasquehal le dressage de Flika, une des premières chiennes guide d'aveugle de France par Paul Corteville.
Pierre Herman est élu maire de la ville en 1968 à la suite du décès de Victor Honoré, maire depuis 1965, et pendant ces mêmes élections, Lucie Vancapernolle devient la première femme à poser sa candidature à Wasquehal mais perd l’élection à une voix près, elle sera adjointe au maire, chargée des problèmes de la famille et du logement. Lors de Mai 68, les employés de la Cima, bloquent l'usine.

Lors des Élections municipales françaises de 1977, le maire Pierre Herman se représente sous la liste d'Union pour la gestion et la défense des intérêts de Wasquehal et voit comme adversaire principal, Gérard Vignoble, ingénieur des télécoms (syndiqué CGT). Gérard Vignoble se présente sous l’étiquette de la liste d'Union et d'action des partis de gauche. Ce dernier fait liste commune avec Guy Meynard du Parti communiste de Wasquehal. L’échec de Pierre Herman serait pour certains, la conséquence de sa politique immobilière, de la requalification du centre-ville et de l'installation de l'usine d’incinération construite en 1975.

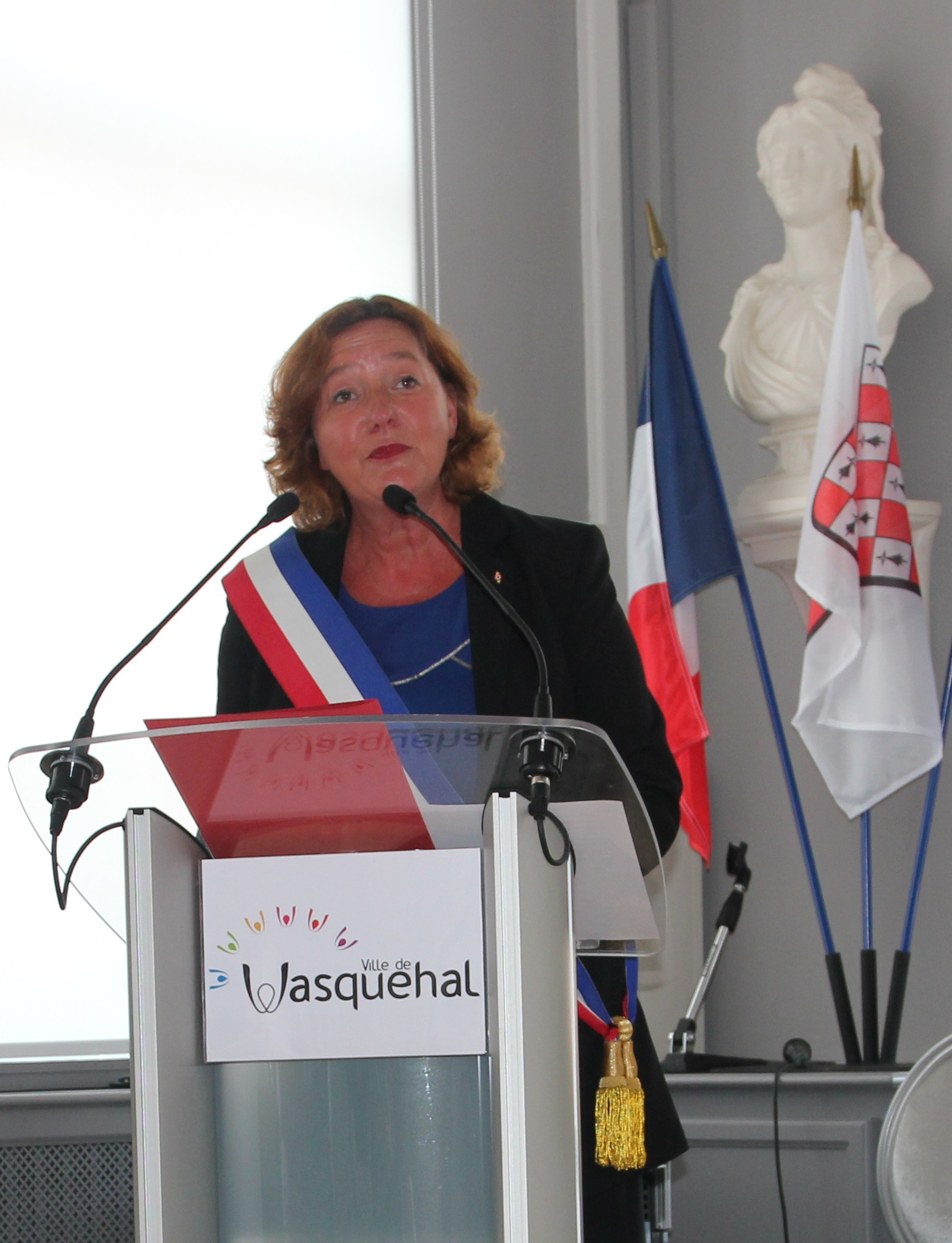
Stéphanie Ducret, première femme maire de Wasquehal.

La ville de Wasquehal se jumèle avec la ville de Beyne-Heusay en 1970. Du 11 au 13 mai 1979, les villes de Wasquehal et de Beyne-Heusay officialisent le jumelage lors de la 21e fête des fleurs organisée par la ville de Wasquehal. Le choix du jumelage avec Beyne-Heusay est tout d'abord de choisir une commune francophone dont les structures s'apparentent à celle de Wasquehal et qui se situe à 3h de route de la ville.
François Mitterrand fait son premier meeting de campagne à Wasquehal le 23 novembre 1980.
À l'occasion des élections municipales de 2014, Stéphanie Ducret, ancienne conseillère municipale de Gérard Vignoble, devient la première femme maire de Wasquehal. À la suite de l'annulation des élections de 2014 par le Conseil d'État en juin 2015, les Wasquehaliens revotent en septembre 2015. Stéphanie Ducret est confirmée en tant que maire de Wasquehal récoltant 52,36 % des suffrages exprimés.
En exil à Dinard, le maire battu en 2014, Gérard Vignoble sort de son silence en janvier 2018 pour tenter de faire chuter Stéphanie Ducret en 2020. Estimant son aura intacte, il annonce son intention de participer à la campagne des municipales de 2020 avec pour objectif de faire perdre celle dont il ne prononce jamais le nom. Stéphanie Ducret est élue sans surprise, maire de Wasquehal lors des élections municipales françaises de 2020 en devançant notamment la liste de David Thiebaut et met fin aux envies de retour d'anciens élus de Gérard Vignoble aux plus hautes fonctions de la ville.